# Val Camonica
Val Camonica je údolí v Lombardii v severní Itálii. Oblast je známá především díky obrovskému množství skalních maleb, jejichž vznik se datuje až do doby před 8 000 lety. V horní část údolí se nacházejí významná lyžařská střediska. Ve Val Camonica byly vybudovány největší přečerpávací elektrárny v Itálii.

## Geografie
Údolí Val Camonica je geograficky totožné s povodím řeky Oglio po její vtok do jezera Iseo. Hranici údolí tak tvoří rozvodí s povodími sousedních toků Oglia, kterými jsou na západě a severu řeka Adda, na severu Noce, na východě Sarca, Chiese a Mella. Do údolí Addy vedou průsmyky Aprica a Gavia, do údolí Noce průsmyk Tonale. Přes průsmyk Tonale se otevírá cesta do údolí Adiže a následně k Trentu a k Brennerskému průsmyku. V dějinách údolí Val Camonica tak hraje ze všech geografických bodů průsmyk Tonale nejvýznamnější roli. Nejvyšším bodem Val Camonica je Monte Adamello s nadmořskou výškou 3554 metrů, nejnižším hladina jezera Iseo v nadmořské výšce 185 metrů.

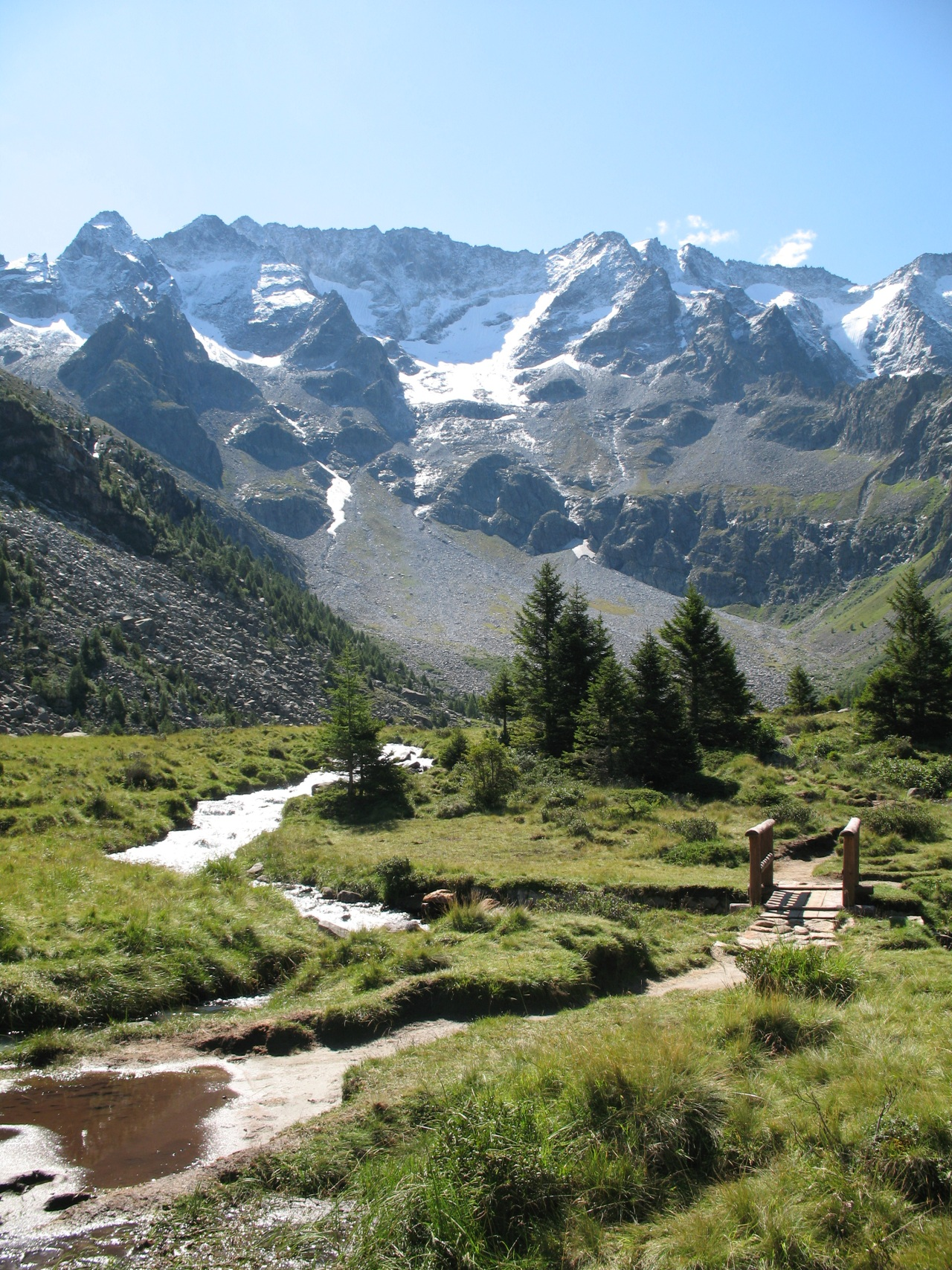
Údolí Val Paghera v horní části

Val Camonica spolu se sousedními Val Trompia a Val Sabbia tvoří trojici zvanou Tre Valli Bresciane – Tři údolí brescianské. Z nich je při ploše 1 518 km2 a délce téměř 100 km Val Camonica zdaleka největší. Kromě 175 km2 na jihozápadě, které patří do provincie Bergamo, spadá většina údolí administrativně do provincie Brescia. 
Údolí lze rozdělit do tří částí o zhruba stejné délce. Spodní část tvoří plošší a širší dno s výraznou zemědělskou výměrou. Táhne se od jezera Iseo k údolnímu zúžení u města a hradu Breno. Klima je zde příjemné díky nižší nadmořské výšce a vlivu jezera na snižování extrémních teplot.
Střední část se strmým stoupáním a úzkým údolím trpí nedostatkem slunečního svitu na dně údolí, mrazivými extrémy a větrností. Tato část končí u města Edolo.
Horní část se od Edolo táhne k Ponte di Legno, které je nejsevernějším a nejvýše položeným městem v údolí Val Camonica. V této části se jedná o vysokohorské údolí s dlouhodobou sněhovou pokrývkou.  

## Geologie
Masiv Adamello tvoří spolu s Presanellou jednotnou masu magmatické horniny, která vyrostla ze zemské kůry asi před 40 miliony let a poté ztuhla pod povrchem. Charakteristickými horninami jsou granodiority a druh žuly, který byl nazván tonalit na počest průsmyku Tonale. Masiv Adamello - Presanella patří mezi nejmohutnější celky plutonu v Alpách.

Západní břeh údolí je součástí Bergamských Alp a je z významné části tvořen vápenci. Preferovaným podkladem věhlasných skalních kreseb je místní forma červeného pískovce. Na západních svazích se těžil mramor, nazvaný po sídle Vezza d'Oglio mramor Wezza. Tento bělostný druh se pro používal především pro stavbu pietních míst. 

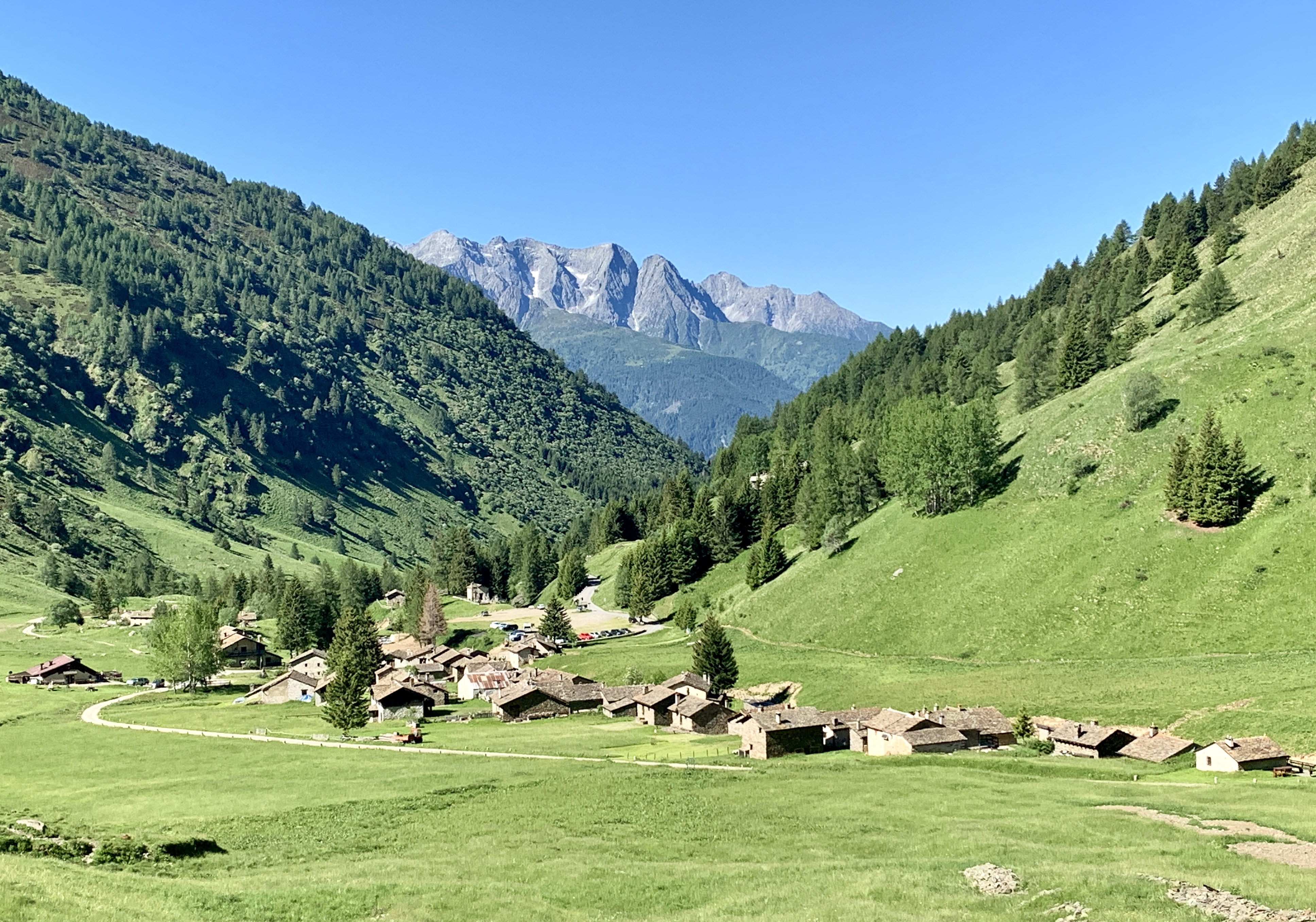
Údolí Frgidolfo nad Ponte di Legno
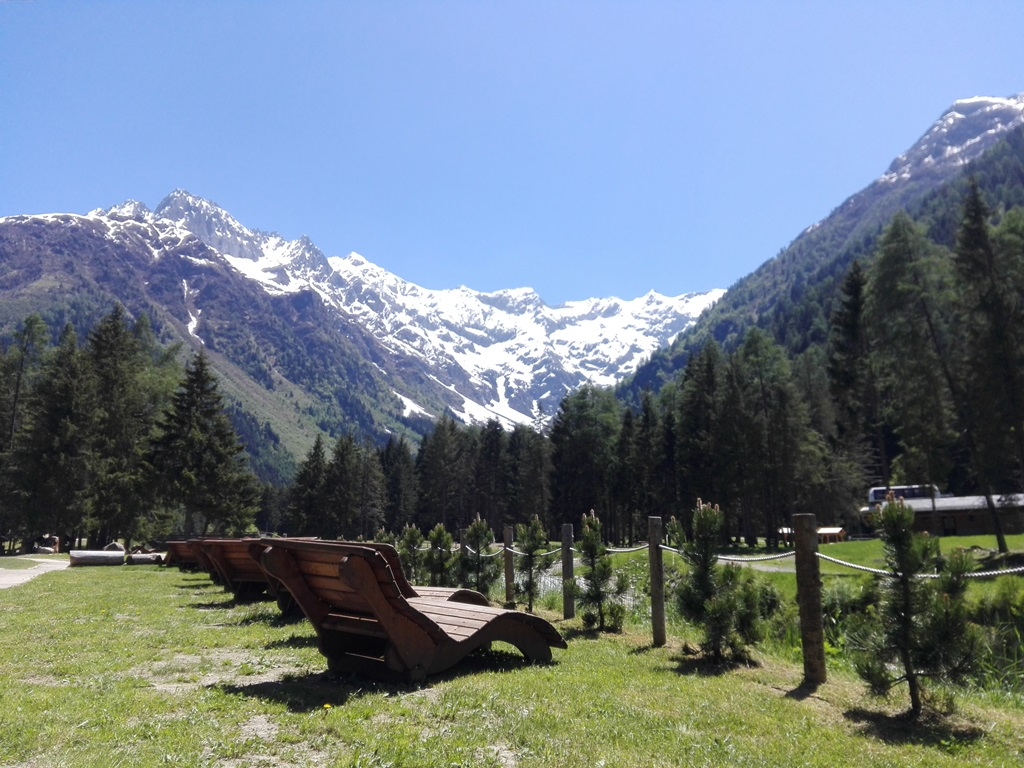
Údolí Narcanello v Parku Vall Sozzine
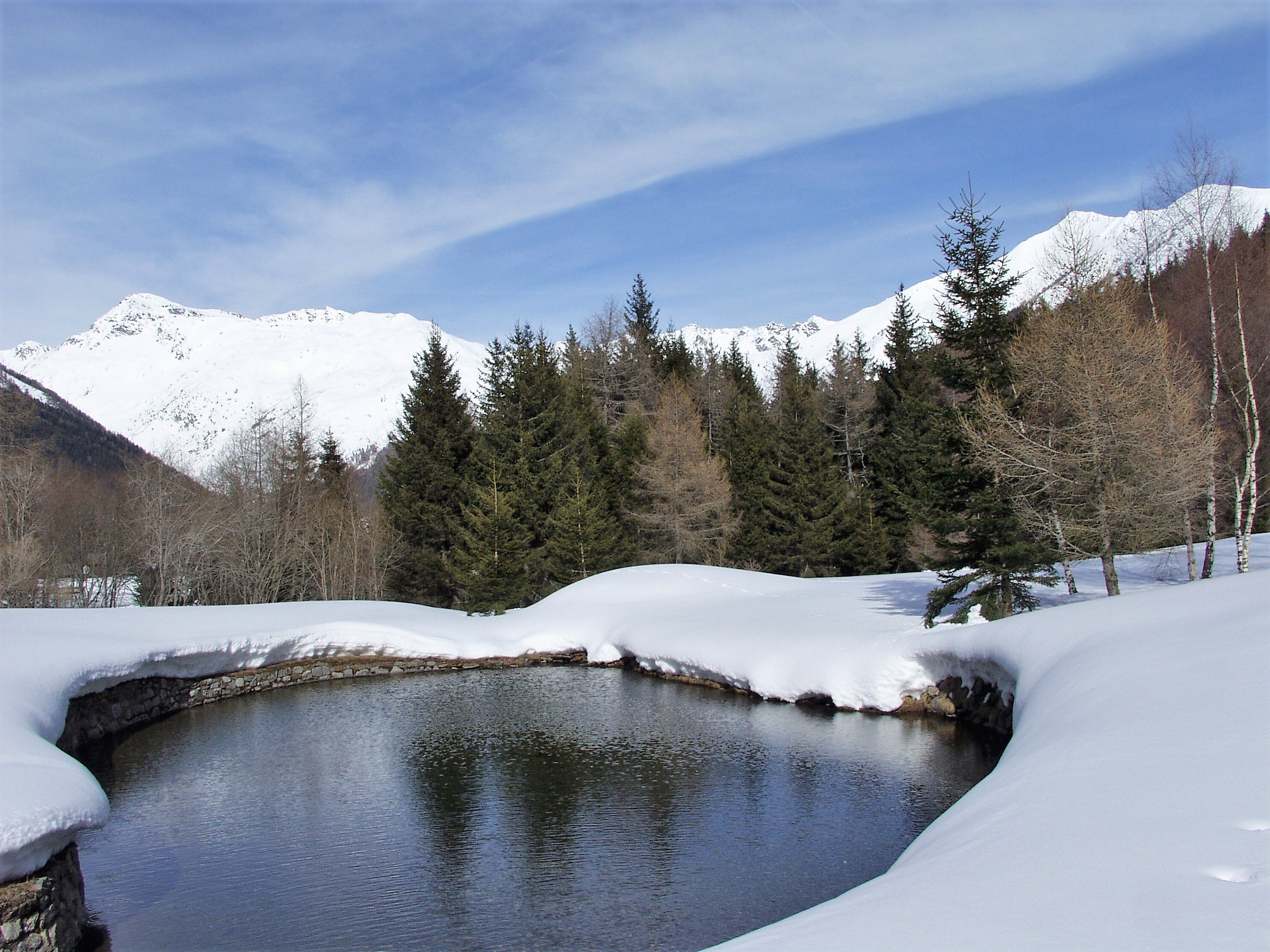
Jezero Valbione
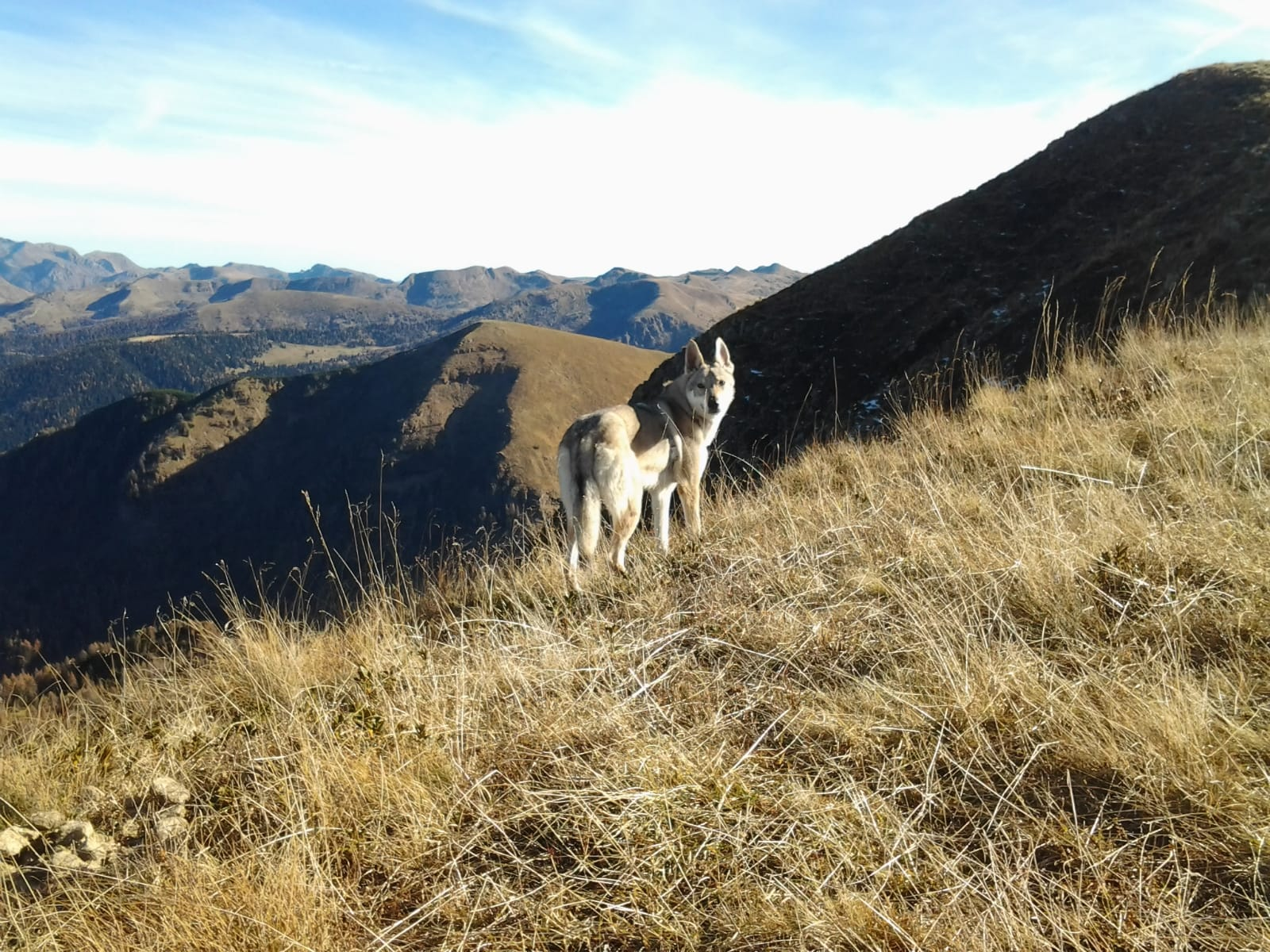
Československý vlčák nad Valle di Saviore
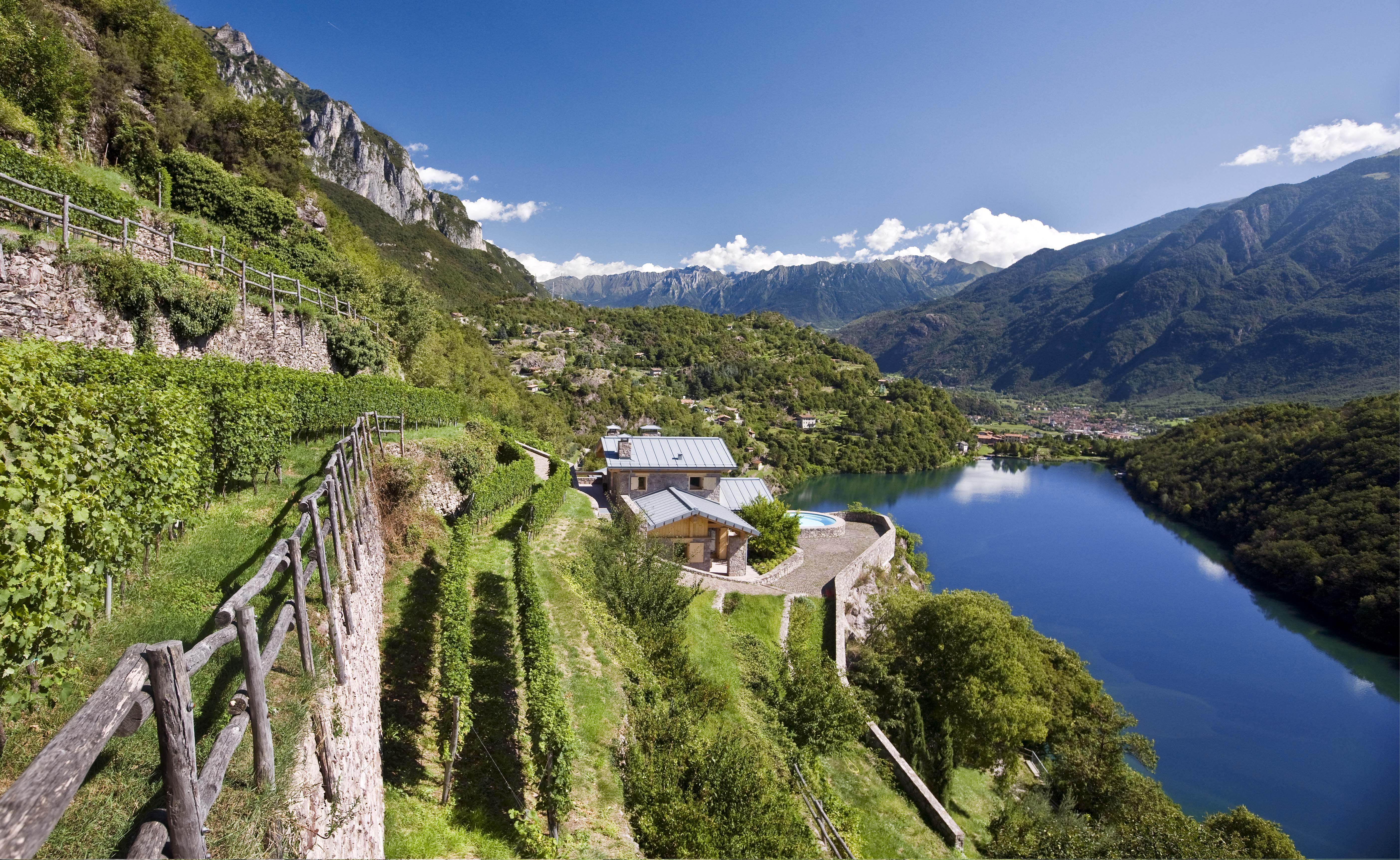
Jezero Moro v dolní části údolí

## Historie osídlení
První důkazy lidské přítomnosti ve Val Camonica poskytují vykopávky poblíž Cividate Camuno, které poukazují na podlahu chatrče, kterou lze připsat mladšímu paleolitu a která se datuje do 12. tisíciletí před naším letopočtem. Jako do všech alpských oblastí i do Val Camonica putovaly kmeny lovců a kočovných pastýřů, které byly vyhnány z nejúrodnějších zemí a nuceny hledat útočiště v horských územích. V údolí Val Camonica to byli starověcí Camuni, lidé nejistého původu, proslulí svými skalními rytinami. Ačkoli se o jejich společnosti ví jen málo, zanechali nám přes 300 000 petroglyfů , které dělají z Val Camonica největší centrum skalního umění v Evropě. Přítomnost Etrusků, hledajících obchodní odbytiště a zdroje pro výrobu železa nelze vyloučit, figurativní kompozice keltského původu lze identifikovat v mnoha camunských skalních kresbách.

### Římské období
Camuni a Triumplini ze sousedního údolí Val Trompia kladli římským vojskům houževnatý odpor, který byl překonán až v roce 15 před naším letopočtem vojsky Augustovými. Triumplini a Camuni jsou tak v Augustově trofeji uvedeni mezi prvními porobenými národy. Přesto však v údolí proběhla velmi snadno úspěšná romanizace. O tempu zrychlené romanizace svědčí asi stovka epigrafů camunského původu, z nichž 60 bylo nalezeno v Cividate a 25 v lokalitě Pago. Ve Val Camonice bylo uznáno římské občanství ve 2. polovině 1. stol. Plinius starší ve své Naturalis Historia, napsané v době Vespasiana, tvrdí, že Triumplini a Camuni jsou „lidem latinského práva“. Římská božstva nebyla Camunům vnucena, ale prostřednictvím osvědčeného mechanismu interpretatio romano se podařilo asimilovat již existující kult s římským božstvem.

Římané zde založili sídlo Civitas Camunnorum, správní centrum údolí v dnešním Cividate Camuno, které bylo skutečným římský městem, s lázněmi, divadlem, amfiteátrem a fórem podél řeky Oglio. Archeologické vykopávky odhalily existenci kapitolu s chrámem a oltářem zasvěceným bohyni Juno, sídla civilních úřadů, divadla a amfiteátru, fóra, lázní a mnoha dalších artefaktů, shromážděných od roku 1981 v místním muzeu. Nejlépe zachovalým objektem je chrám bohyně Minervy u Brena.

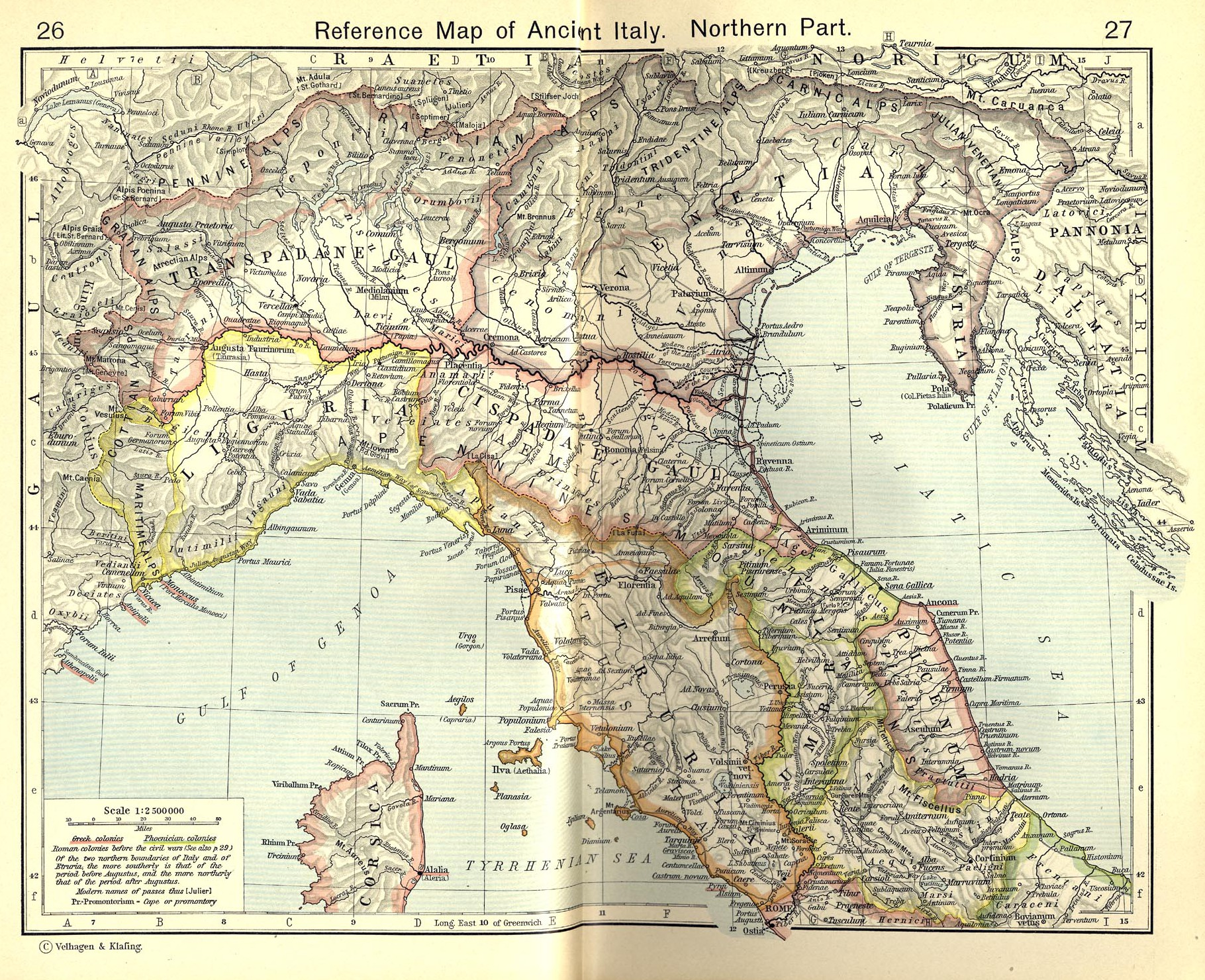
Na mapě Římského impéria
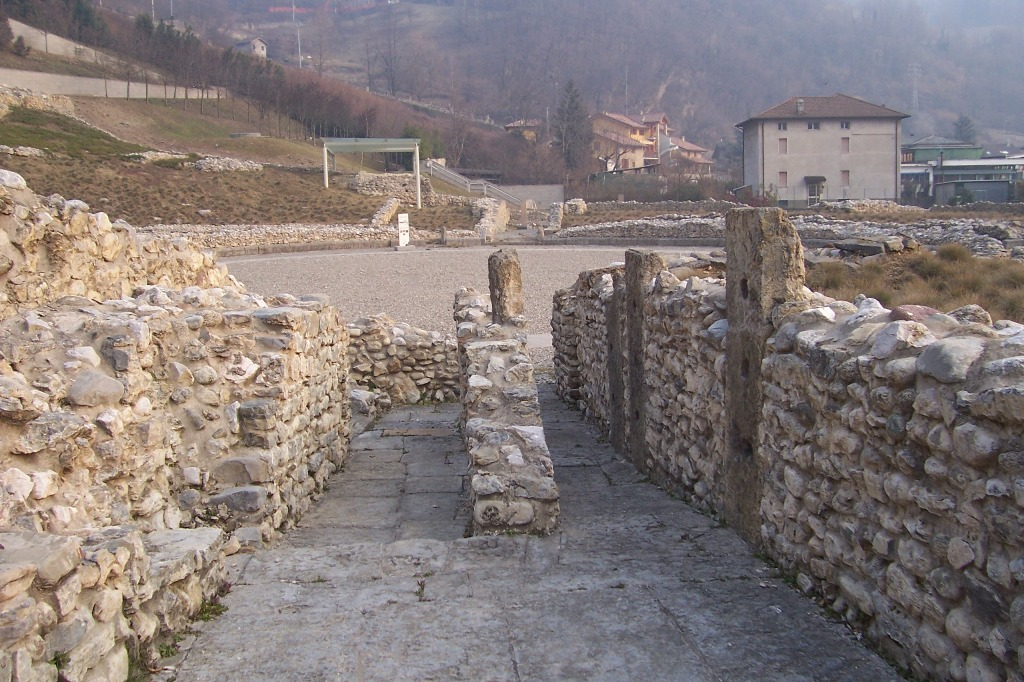
Vstup do amfiteátru v Civitas Camunnorum
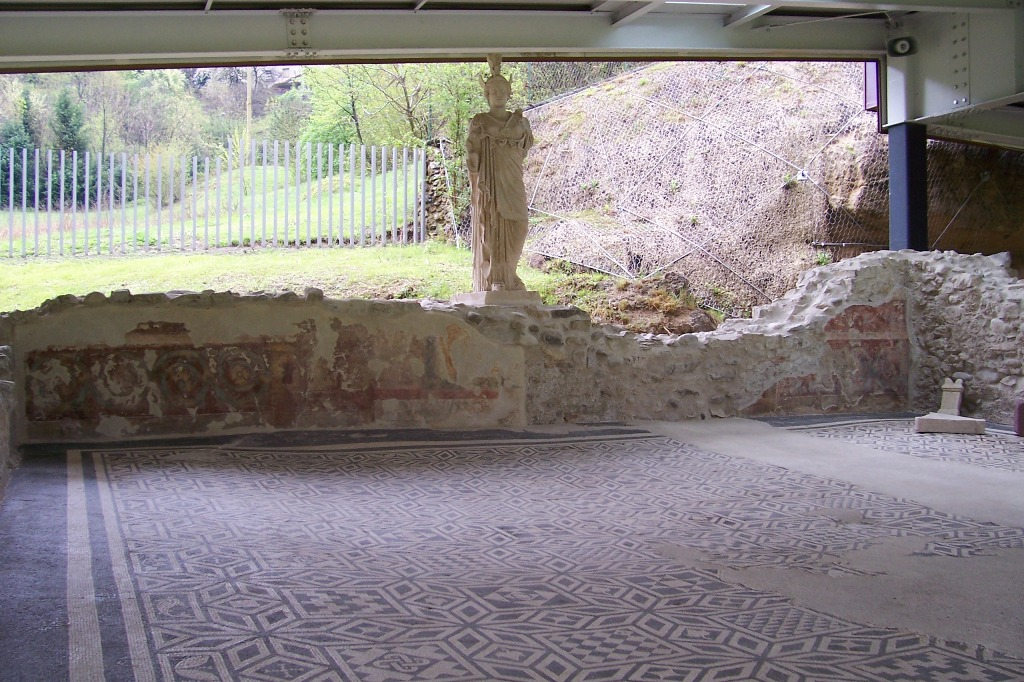
Svatyně Minervy v Breno
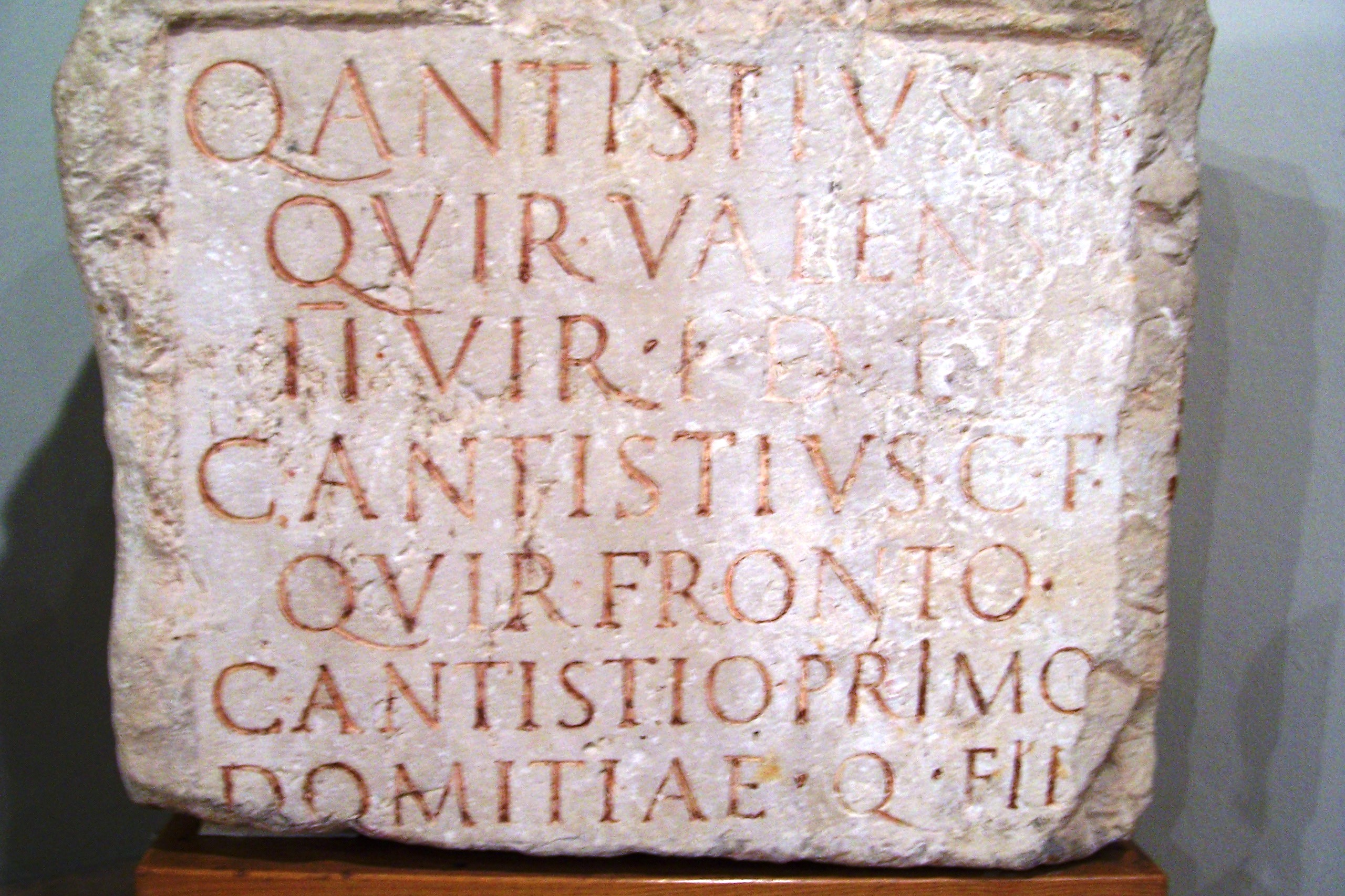
Epitaf
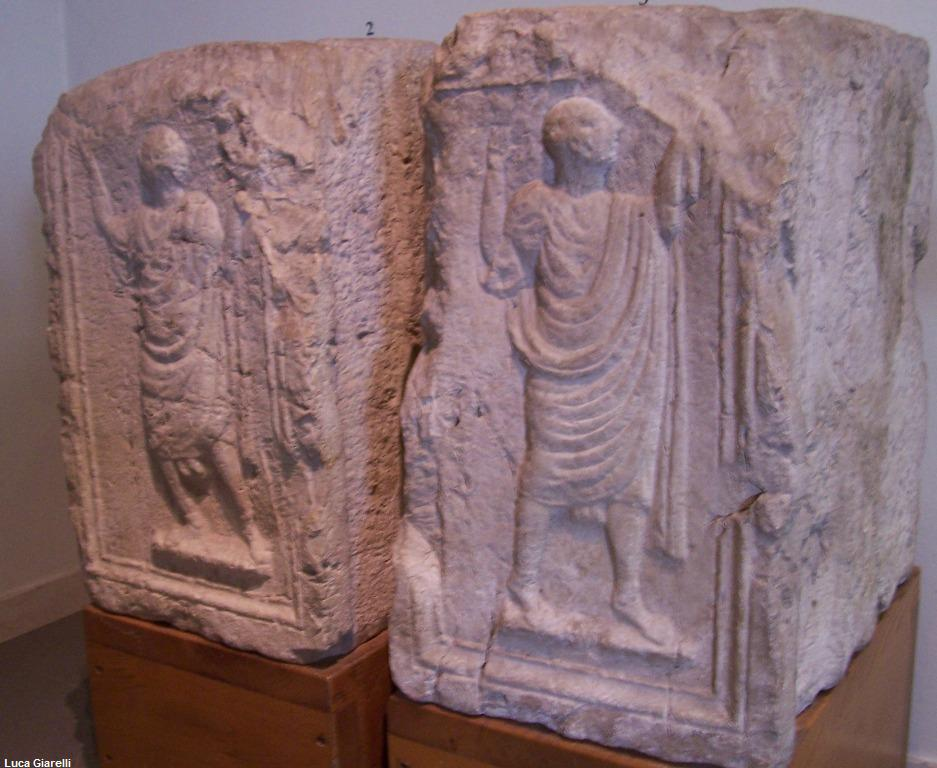
Náhrobní kameny

### Středověk
Stopy po barbarských dobách v údolí téměř neexistují, s výjimkou nálezu hrobky v Braone v roce 1956 při výkopových pracích. Zde byl nalezen malý poklad devíti zlatých mincí z období byzantských císařů Lva I., Zena Isaura a Anastasia I.. Jedna ze Zenónových minci byla vydána v Miláně. Hrob tedy musel pocházet z konce 5. nebo počátku 6. století a jde o první nález ve Val Camonica z raného středověku.
Herulové ani Ostrogóti významně neovlivnili hospodářský a společenský život v údolí. Maďaři a Hunové byli poslední z barbarů, kteří pronikli do Itálie a dosáhli pouze dolní části údolí, jehož populace byla nucena postavit obranné hrady jako Montecchio a Breno. Langobardi i Frankové se o údolí zajímali jako o přístupovou cestu pro případné útočníky, kterým by mohly být velmi užitečné prehistorické hrady a přírodní bašty. Karolínské období připomíná darovací listina Karla Velikého z roku 774, kterou území přešlo do majetku benediktýnského kláštera svatého Martina v Marmoutier a která je prvním písemným dokladem s názvem Tonale. Během středověku byly v této oblasti časté střety mezi camunskými zastánci biskupa z Brescie a papežství na jedné straně a císaře Svaté říše římské na straně druhé.

### Benátské období
1. července 1428 byla po vzájemné dohodě delegátů z Val Camonica s benátským senátem vydána Magna charta di Valle Camonica, která obsahovala cekem jedenatřicet klauzulí. Zde byl uzákoněn způsob správy oblasti, výhodný pro obyvatele údolí i pro Benátskou republiku, které Val Camonicu stejně jako ostatní brescianská údolí považovaly za zdroj zbrojního materiálu. Údolí bude moci využívat své vlastní občanské a trestní zákony, bude smět volně dovážet sůl z Německa, bude osvobozeno od daní ze zemědělské produkce, byl zaručen volný obchod se železným materiálem, doprava po celém údolí bude osvobozena od jakékoli daně. Guvernéři však budou posláni přímo z Benátek. Nejvyšší výkonnou a soudní autoritou byl Kapitán z Val Camonica, vybraný z brescijských šlechticů. Měl své sídlo v Brenu a každý rok se volil nový. Kapitán Val Camonica závisel na kapitánovi z Brescie, kterému byly vyhrazeny odvolací případy a případy trestu smrti. Vazby s Benátkami se v průběhu času neustále posilovaly a v případě ohrožení Serenissimy byli obyvatelé údolí vždy ochotni poskytnout peníze, ale i technický i lidský materiál pro ozbrojené střety.    

Období pod správou Benátské republiky trvalo až do jejího zániku v roce 1797 a bylo považováno za zlatý věk. Ani tomuto období se nevyhnuly katastrofální povodně a epidemie, zejména morové. Přestože nábožensky moudré benátské úřady opakovaly, že „Camunianští potřebují pravdy víry a katechetické vzdělání spíše než zkoušky ohněm“, rozmohly se v 15. a 16. století zejména v horní části údolí hony na čarodějnice. Průsmyk Tonale byl označen za centrum sněmů čarodějnic a od roku 1510 je zaznamenáno šedesát čarodějnických procesů v Pisogne, Rogno, Breno, Cemmo a Edolo. Poslední upálení je zaznamenáno v Edolo v roce 1545. 

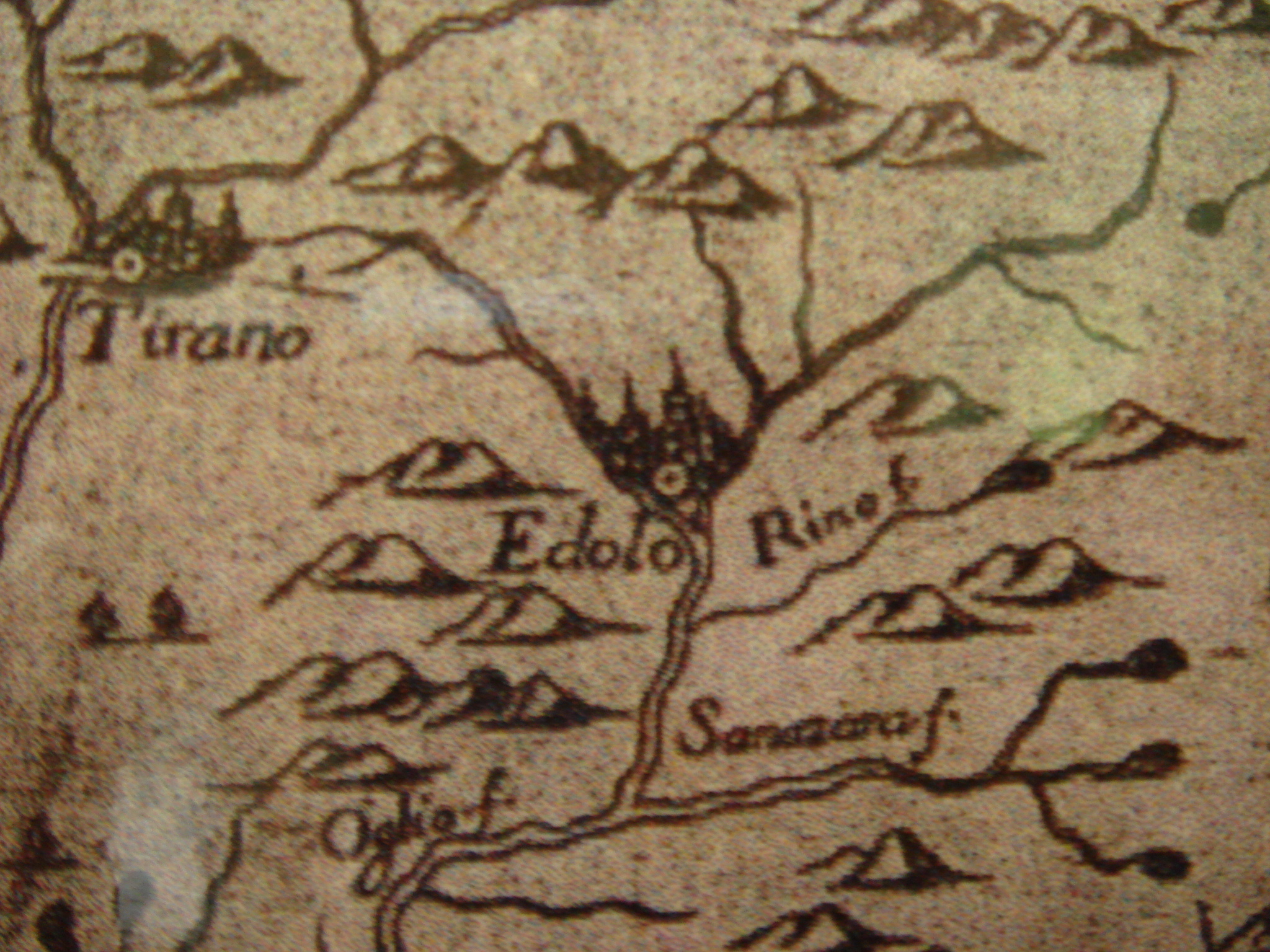
Horní Val Camonica 1642
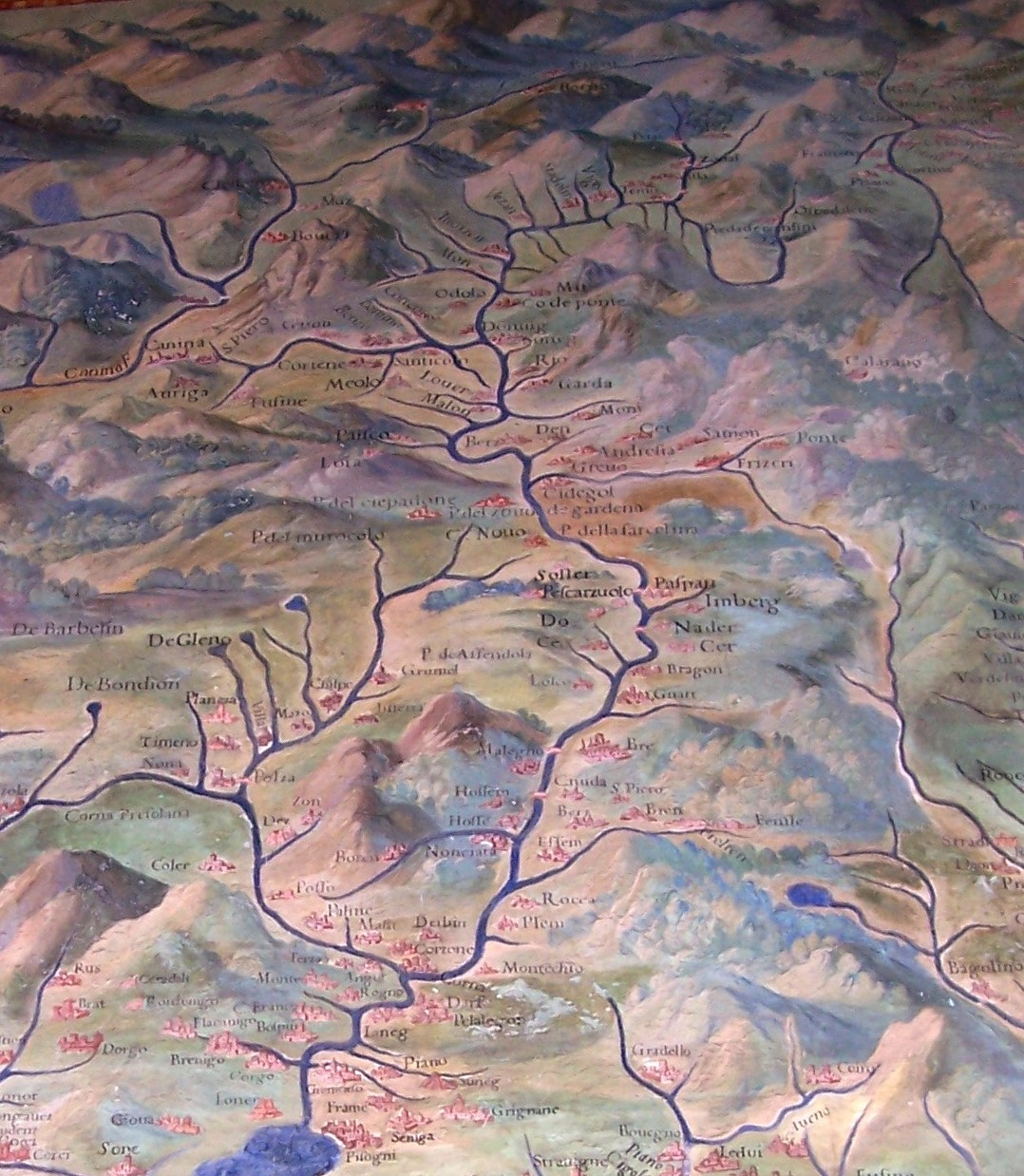
Val Camonica 1689
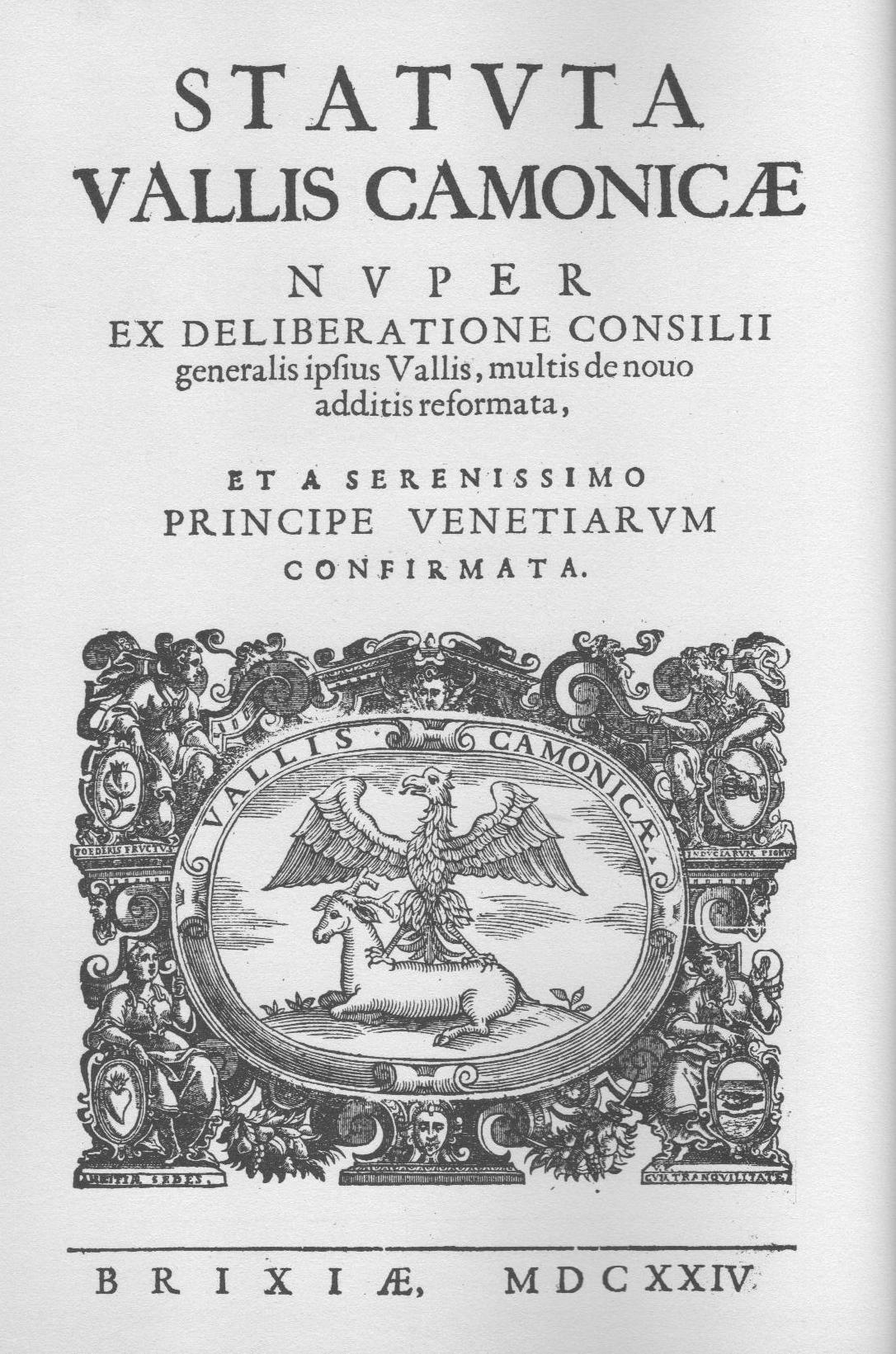
Status Val Camonica
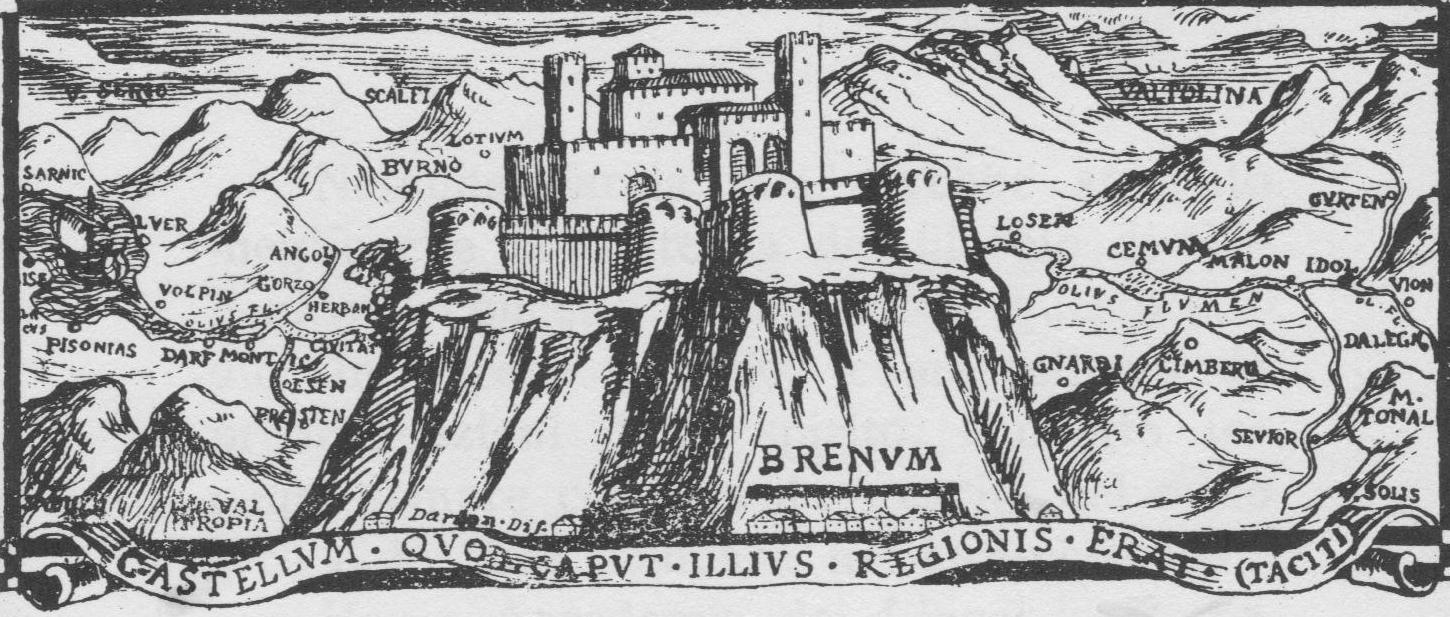
Hrad Breno
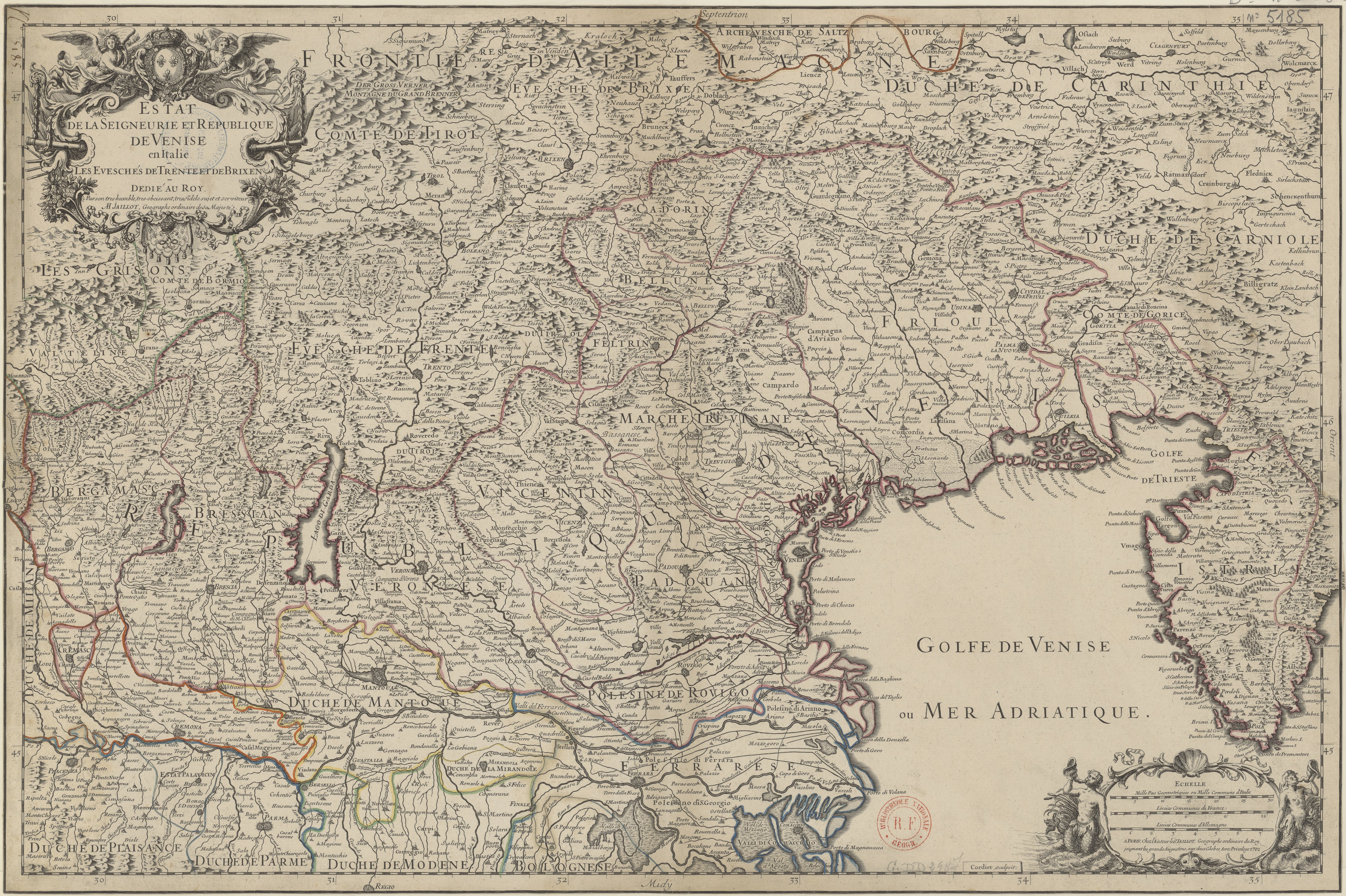
V Mapě Benátské republiky z roku 1745
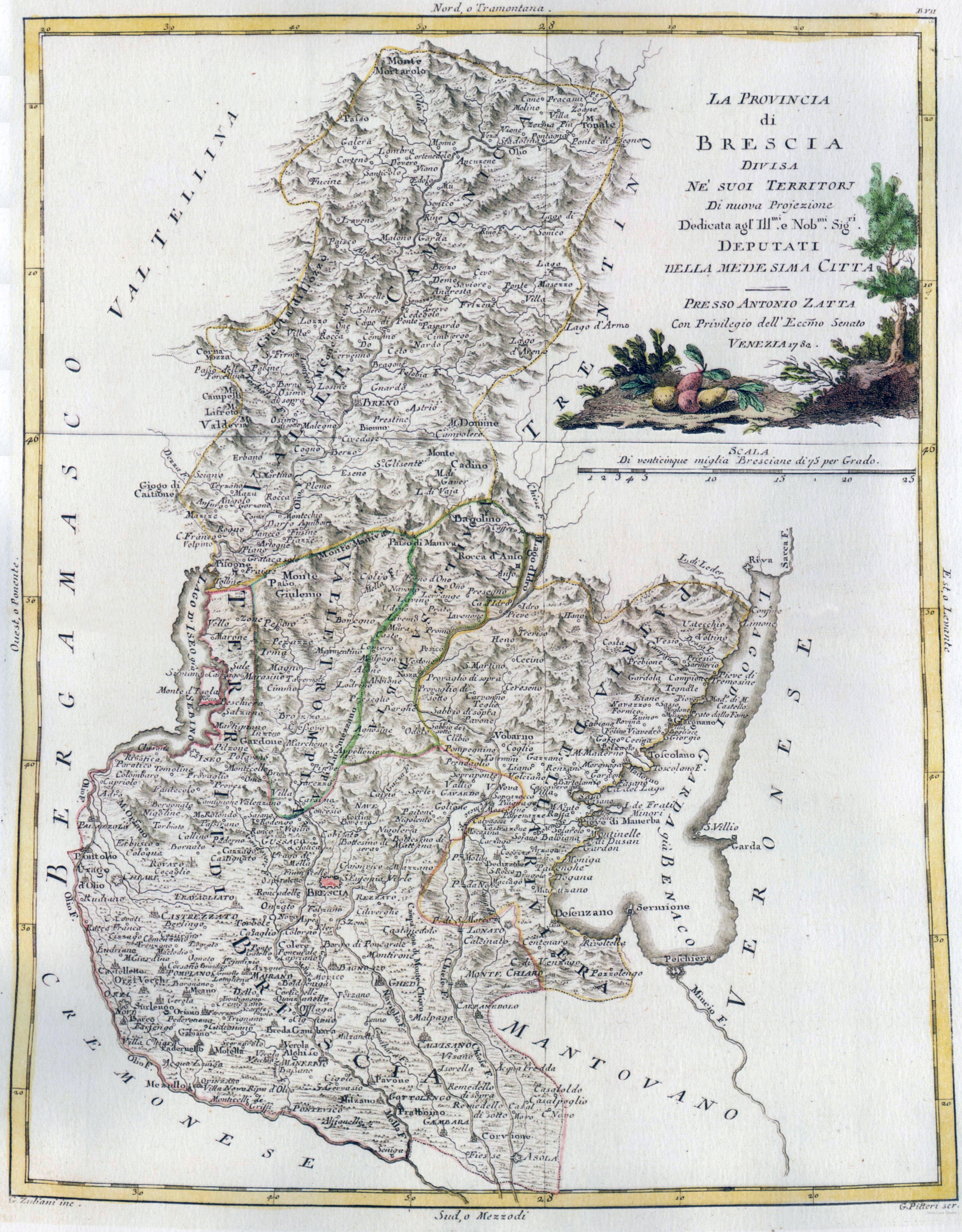
Brescia 1782

### 19. a 20. století
Po napoleonské okupaci Brescie a Bergama se Val Camonica sloučila do Cisalpinské republiky, poté se stala součástí Italské republiky (1802-1805) a nakonec Italského království (1805-1814). S pádem Italského království v roce 1814 se Val Camonica, stejně jako celá oblast Lombardie-Benátsko, dostala pod nadvládu Habsburků. V roce 1859, během Druhé války za nezávislost, pronikly do údolí Val Camonica Garibaldiho jednotky Cacciatori delle Alpi. Curyšským mírem byla v roce 1859 Lombardie připojena k Sardinskému království, které se v roce 1861 stalo Italským královstvím. Během Třetí války za nezávislost se kontakt rakousko-italských sil pravidelně pohyboval mezi průsmykem Tonale a Vezza d'Oglio, kde došlo v roce 1866 k jediné významnější bitvě.
Výraznou politickou charakteristikou Val di Camonica se stala blízkost rakouské hranice, která se táhla podél celého masivu Adamello až k jezeru Lago di Garda a učinila z této oblasti jednu z nejvíce vystavených riziku invaze. Průsmyk Tonale dosáhl mimořádného strategického významu a děla z rakouských pevností odtud mířila do údolí Val Camonica.  Během první světové války bylo horní údolí dějištěm Bílé války v Adamellu, 27. září 1917 rakousko-uherské dělostřelectvo téměř zničilo Ponte di Legno. Dobytím ledovce Presena začal vítězný postup italské královské armády a válka začala odstupovat od údolí Val Camonica.
Poválečné konsolidační úsilí nejvíce narušila tragédie přetržení přehrady ve Val Scalve, která si kromě obrovských materiálních škod vyžádala přes 350 životů.

Během 2. světové války se Val Camonica stala oblastí střetů mezi partyzánským odbojem, vedeným Brigádou Fiamme Verdi a kolaborantskou Italskou sociální republikou. Nejvýznamnější bitvy těchto rivalů se odehrály od února do května 1945 u městečka Mono právě v horní Val Camonica a vyústily v drtivé vítězství partyzánů.    

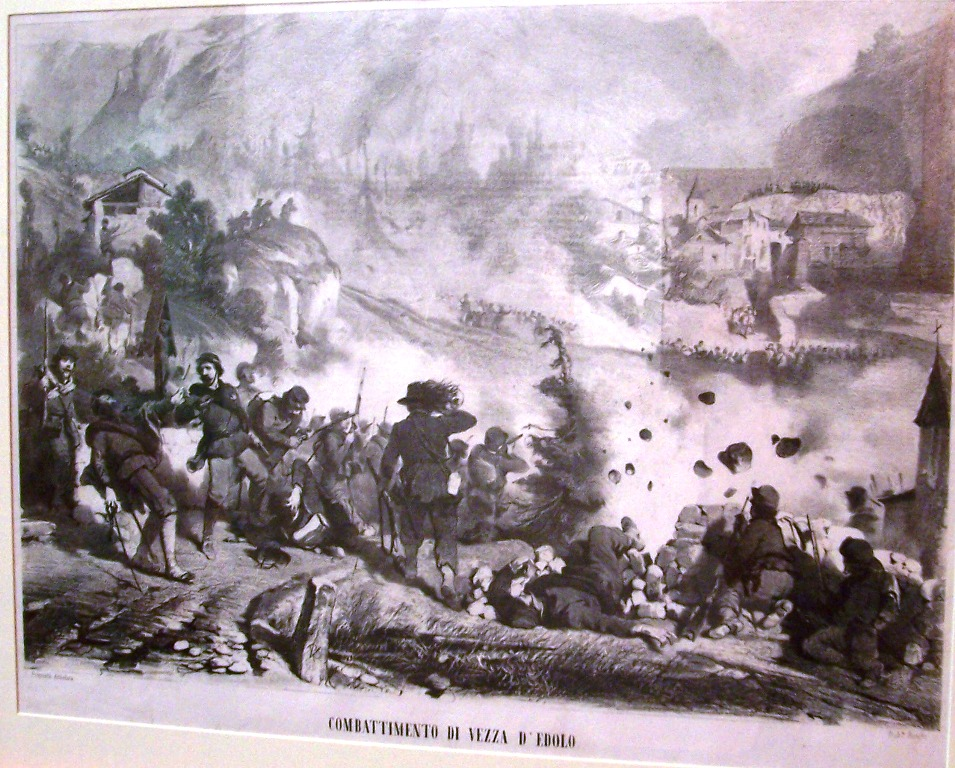
Bitva u Vezza d'Oglio
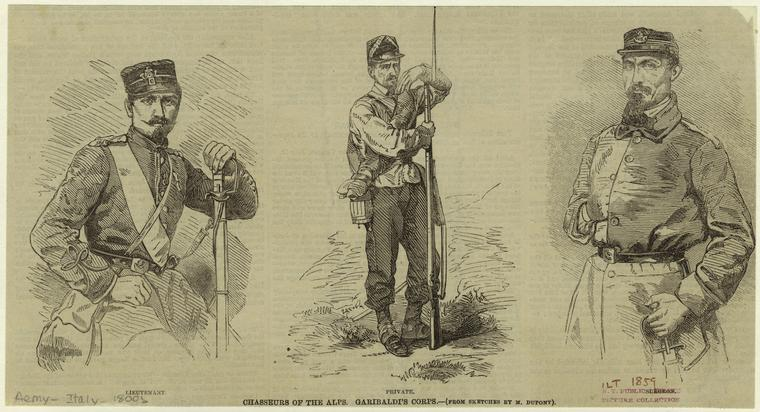
Uniformy Cacciatori delle Alpi
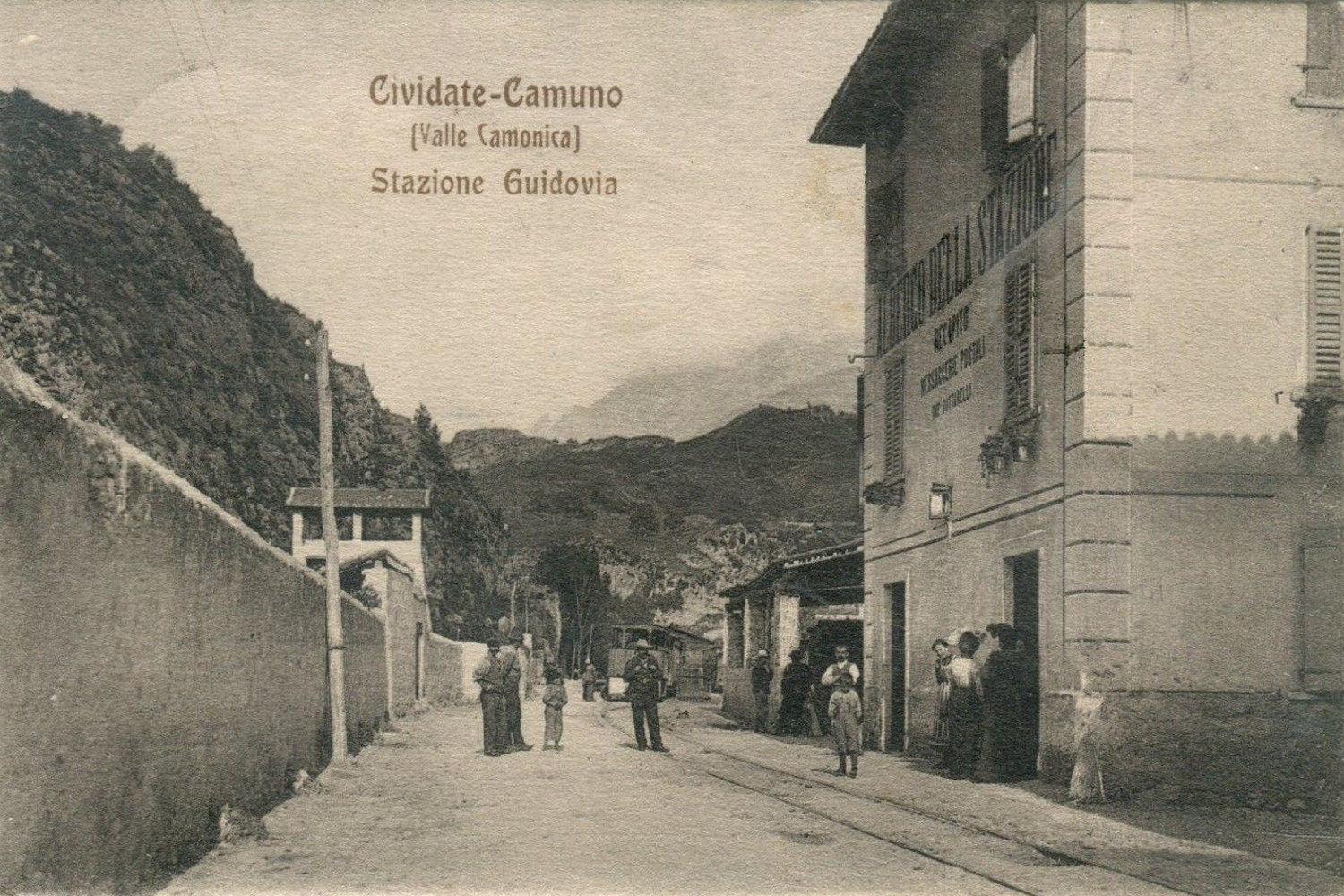
Nádraží v Cividate Camuno 1910
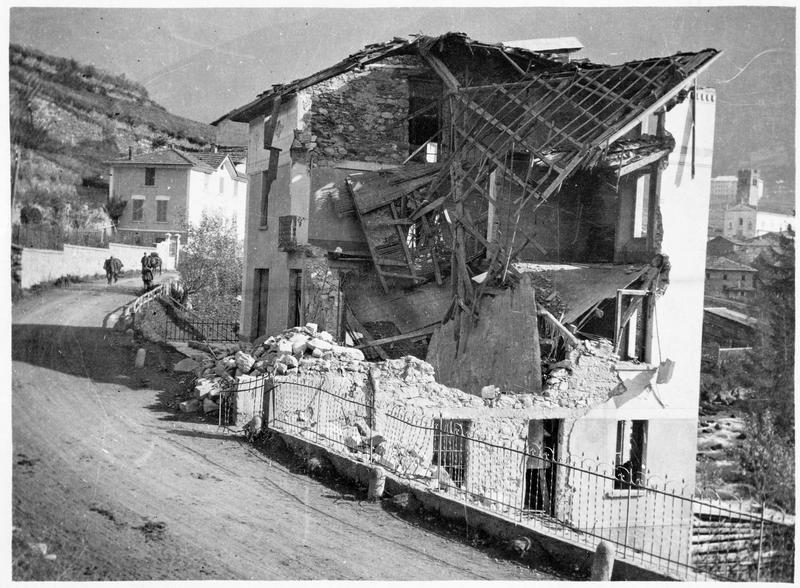
Ponte di Legno po bombardování 1917
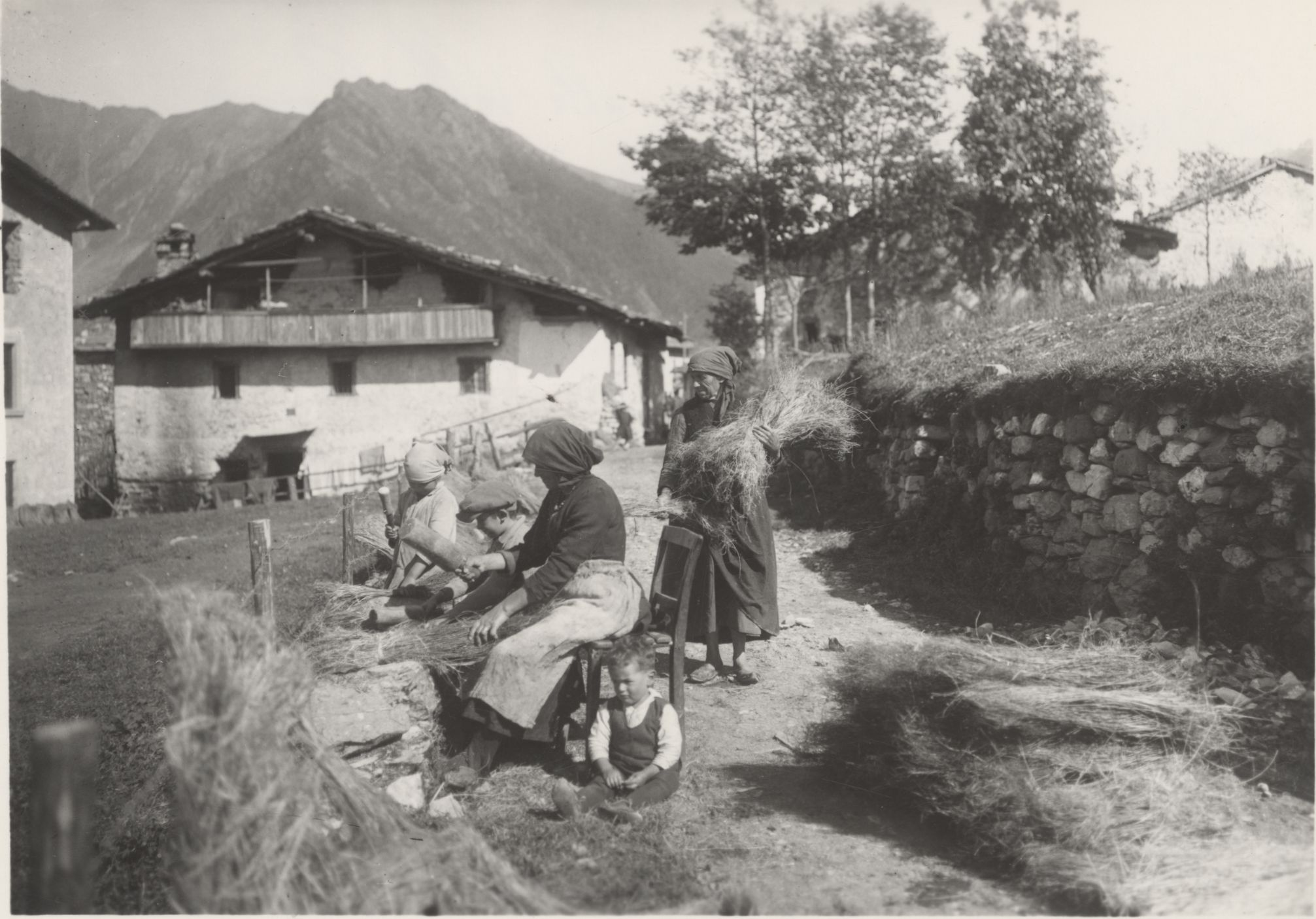
Zpracování konopí 1950

Po druhé světové válce začala katalogizace skalních rytin. V roce 1974 vznikl administrativní celek Comunità montana di Valle Camonica-Horské společenství obcí Val Camonica. V 1983 byl založen Přírodní park Adamello. Došlo k prudkému rozvoji turistického průmyslu, který pozměnil historickou ekonomickou skladbu oblasti.

## Skalní kresby
Kočovné skupiny lovců a sběračů vstoupily do údolí mezi 9. a 8. tisíciletím př. n. l. a pohybovaly se údolím podle pohybů zvěře. Z tohoto období pocházejí první skalní rytiny velkých zvířecích postav. 
Během 7. a 6. tisíciletí př. n. l. byly skupiny kočovných lovců a sběračů pohlceny početnějšími neolitickými zemědělci, kteří se v oblasti trvale usadili. Toto období do údolí přineslo chov dobytka, používání keramiky a lepší techniky opracování kamene. Na skalách se objevily lidské postavy a symbolické geometrické prvky.
Ve 3. tisíciletí př. n. l. se rozvinula měděná metalurgie, na polích se objevil pluh. Rozvíjí se zpracování mléka a vlny, objevuje se kolo a s ním vůz. Vlivem zvýšené produkce potravin roste i velikost populace, roste ale i sociální diferenciace a sní četnost ozbrojených střetů. Na skalní plochu se kromě nebeských symbolů, zvířat a postav dostávají zbraně. Podíl zobrazeni zbraní narůstá s rozvojem metalurgie v době bronzové. Metalurgie železa přináší do údolí nejvýkonnější materiál a následkem toho téměř 80 % veškerého skalního zobrazení lze datovat do doby železné.

Petroglyfické aktivitě se nevyhnula oni doba římské nadvlády, k oživení skalního graffiti došlo na konci středověku. Zde převažují rytiny světského obsahu, spirály, věže, pevnostní a územní obranné systémy, ozbrojené a jízdní bojové formace, data, oběšenci, klíče… Mezi znaky náboženského obsahu patří kříže a monstrance, často spojené s rakvemi.

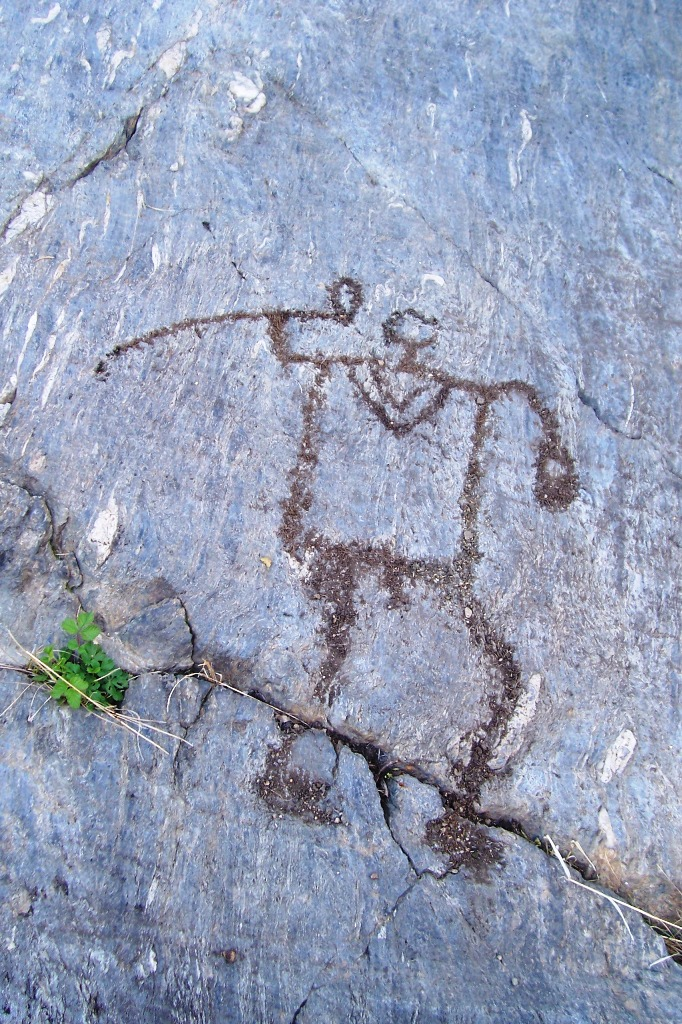
Poutník
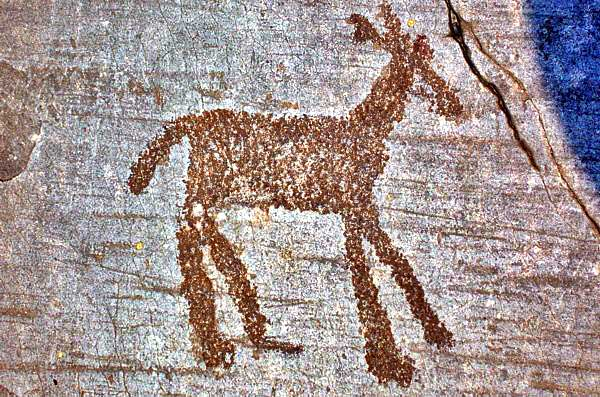
Jelen
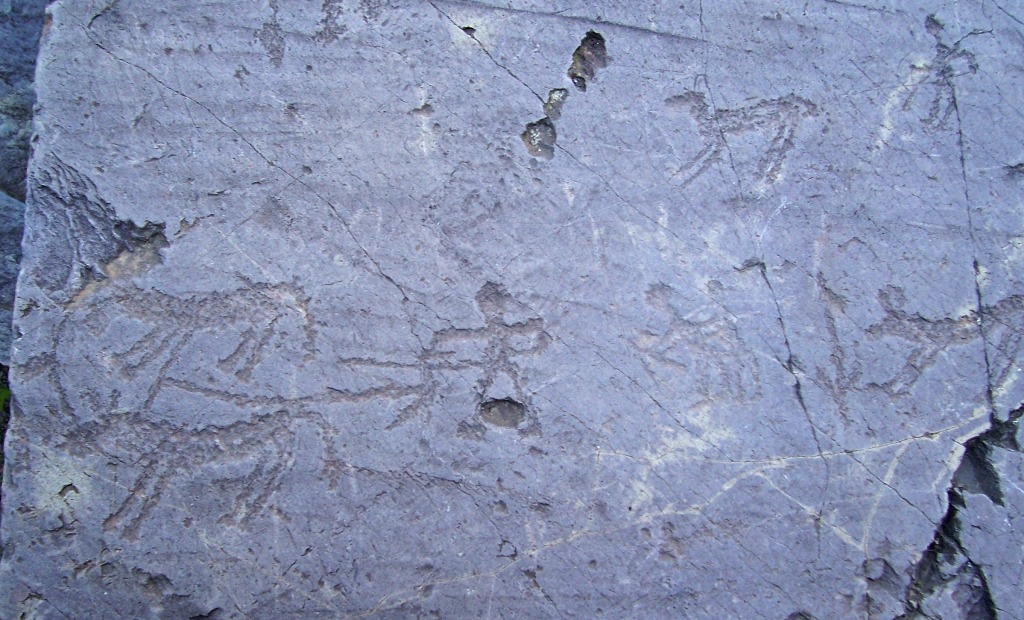
Orba
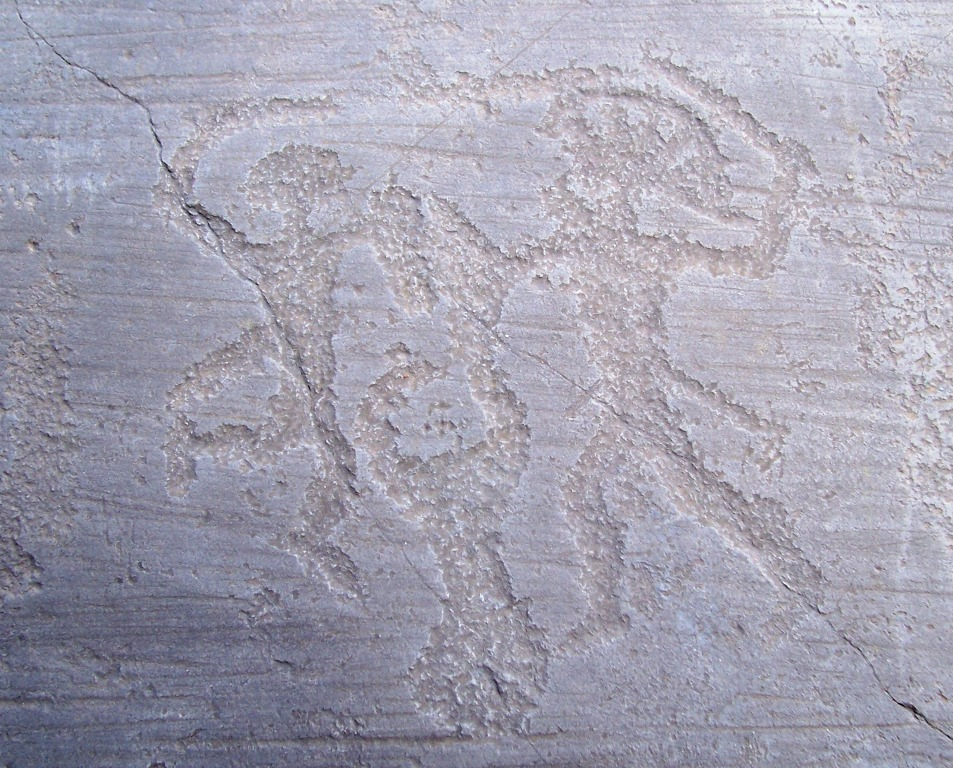
Souboj
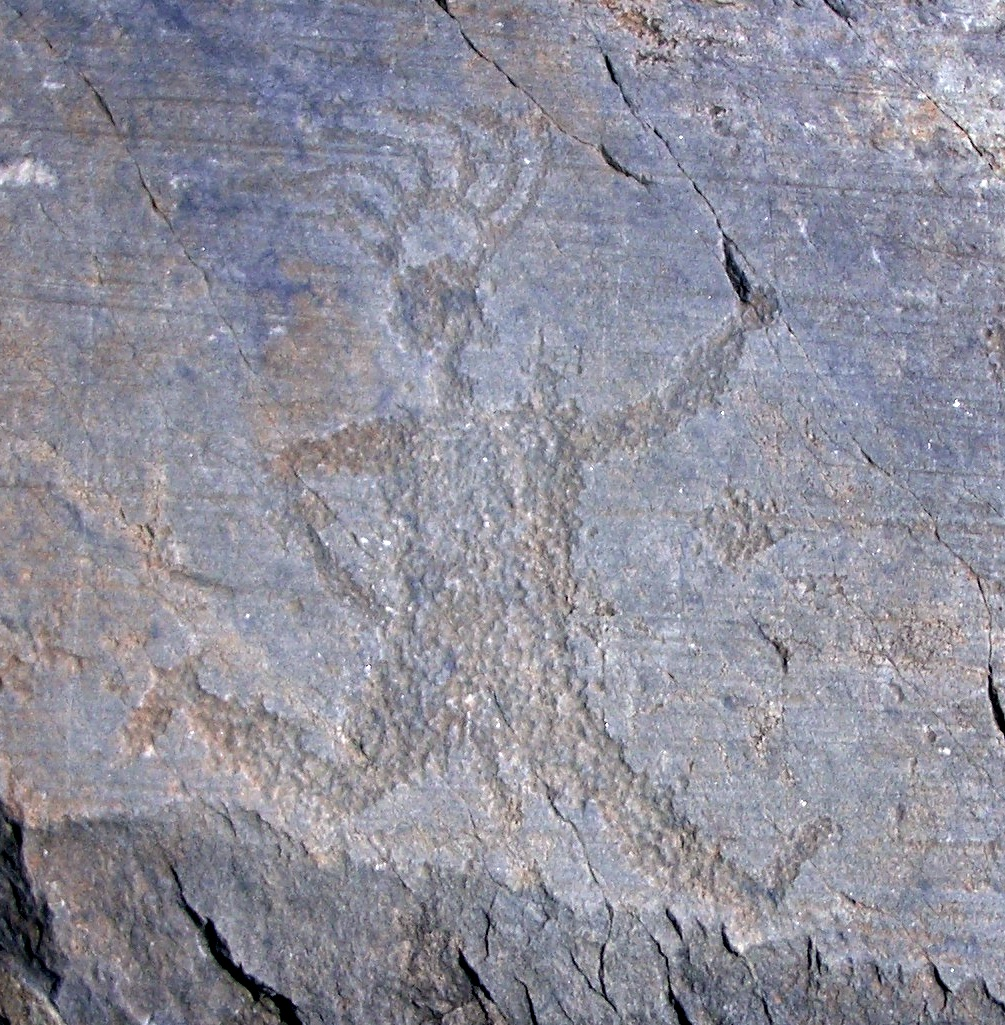
Běžec
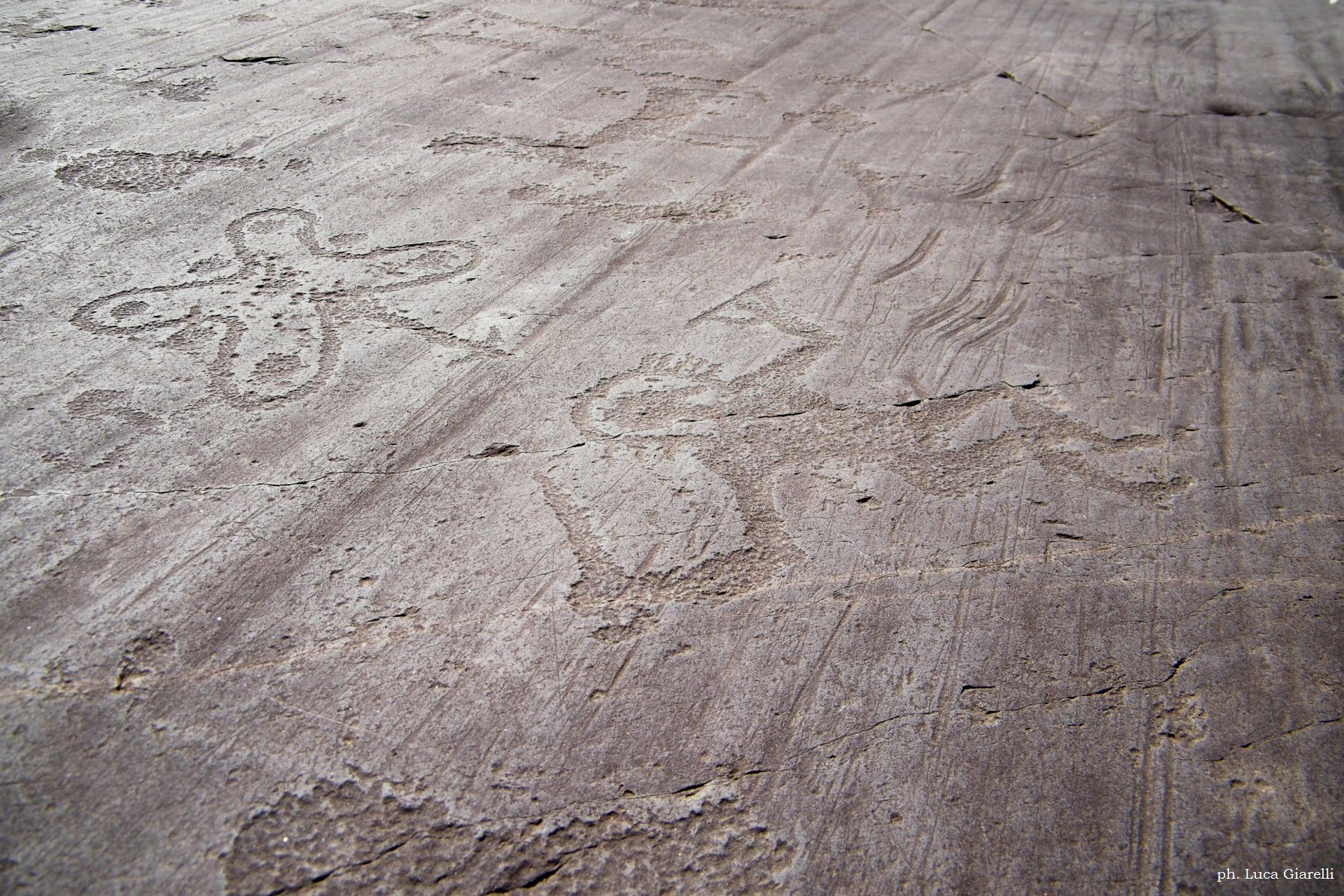
Postava a "camonská růže"

Od padesátých let 20. století pak probíhá jejich postupná klasifikace, popis a následné zaznamenávání. Od roku 1979 jsou všechny tyto malby součástí světového dědictví UNESCO. Celkový počet katalogizovaných kreseb přesahuje 200 000.

## Ekonomika

### Zemědělství
Lov, rybolov, chov ovcí byly od nejstarší historie hlavními aktivitami obyvatel Val Camonica. S rostoucí zemědělskou výrobou se objevují vinice, ve vyšších polohách způsoby pěstování a uskladnění píce. Kukuřice se objevila v roce 1616 jako plodina, která spolu s bramborami a kaštany přispívala k výživě obyvatel údolí. Ještě v roce 1800 se kaštany a brambory vyvážely do Německa, Egypta a Argentiny. Enormních výkonů dosahoval vývoz sena. Mlékárenský průmysl se vyvíjel směrem k zakládání družstev, drobné rodinné výrobny zejména v nejvyšších částech údolí zůstaly zachovány. Od 20. století se v dolní části údolí rozvíjí ovocnářství. Vinice se časem vyšplhaly až k 800 metrům nad mořem a právě víno z nejvyšších poloh je nejvýše ceněno. Zpracování vlny se časem přestěhovalo do údolí Val Sabbia.

### Průmysl
Zemědělské činnosti byly doprovázeny především těžbou surovin, zpracováním železa a korespondující výrobou dřevného uhlí. Mezi ekonomické bohatství údolí patřily vždy železné, olověné, stříbrné a mramorové lomy a vápenky. Val Camonica byla ve středověku domovem výroby plátů různých částí zbroje, které se pak dokončovaly a zdobily v Miláně a Brescii. V režii Benátek dosáhla produkce železa mimořádného významu. V roce 1562 bylo v údolí 7 pecí a kolem stovky kováren.
Hlavními produkty výroby a zpracování železa byly kyrysy, brnění, štíty a chladné zbraně, z civilních výrobků pak kola, pánve, srpy, radlice, sudové obruče, ale i kramle a hřebíky. Výrobky byly expedovány z údolí do celé Itálie i do mnoha zemí Evropy. Ve Forno Allione byla pro Benátský arzenál vyráběna i děla. Odhaduje se, že při zpracování a přípravě dřevěného uhlí pracovalo přes 10 tisíc dělníků. V 19. století železářská výroba stagnovala v důsledku štýrské konkurence, francouzsko-pruská válka roce 1870 snížila výrobu v konkurenčních oblastech a železářská výroba ve Val Camonica opět ožila. Produkce však již byla většinově civilní, zemědělské nástroje jako srpy, kosy a radlice, domácí nářadí, ráfky a nápravy kol, hřebíky, cvočky, pánve, vědra, naběračky a podobné výrobky zůstaly v nabídce údolí až do současnosti.
S nástupem elektřiny se rozvíjí výroba ferroslitin a karbidu. Průmysl těžby mramoru a kamene, stejně jako výroba stavebního řeziva, je tradičním produktem údolí.

### Energetika
Přes tragédii přehrady ve Val Scalve rozvíjela se v údolí intensivně vodní energetika. Samotná řeka Oglio vytvářela zdroje pro místní provozy, národní energetickou síť zásobují ve špičce výkonné přečerpávací elektrárny, využívající jako horní hladinu jezera v horních částech údolí masivu Adamello. Vodní elektrárna Edolo je s instalovaným výkonem 1 000 MW třetí nejvýkonnější Itálii. Elektrárna v San Fiorano s výkonem 568 MW drží italský rekord v pracovním spádu 1404 metrů. Val Camonica je tak soběstačná v produkci energeticky náročných produktů vápno, cement, feroslitiny, litinové odlitky, válcovaná ocel či svařovací elektrody.

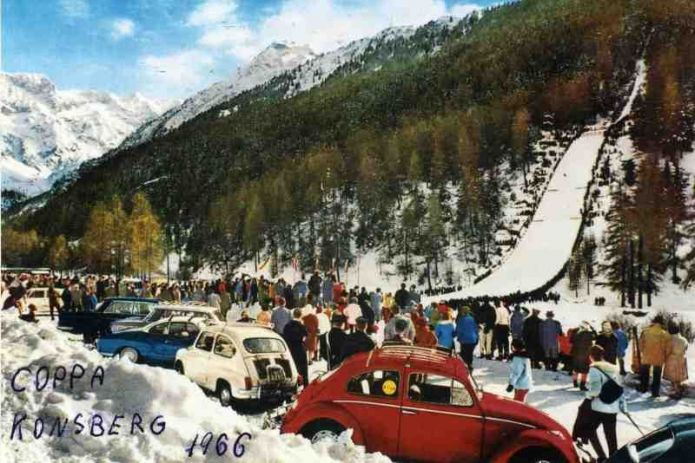
Ponte di Legno 1966

### Turistika
Na počátku 20. století se v Ponte di Legno začaly provozovat „sporty na sněhu“ a v roce 1912 Italský turistický klub určil Ponte di Legno za první italské středisko pro zimní sporty a turistiku. Po druhé světové válce se Ponte di Legno stalo jedním z nejznámějších a nejoblíbenějších středisek zimní i letní turistiky. Od šedesátých let se masivně rozvíjí hotelové struktury kolem Ponte di Legno a v průsmyku Tonale.

## Obyvatelstvo
V roce 1562 bylo zapsáno v údolí Val Camonica 43 446 obyvatel, v roce 1658 je údaj 53 760 nejvyšším stavem. Počet obyvatel se vlivem epidemií a ekonomické emigrace začíná snižovat na 31 587 v roce 1787. Mírný nárůst začíná začátkem 19. století pohybem populace vlivem válečných událostí, k trvalému nárůstu dochází od roku 1870 z hodnoty 58 000 na hodnotu 91 234 v roce 1951. Tento nárůst je způsoben promyšleným rozvojem průmyslových aktivit. V první polovině 20. století narůstá počet větších továren s počtem kolem 2 000 pracovníků. Dostatek požadavků na pracovní sílu v nižších částech údolí převýšil chudobu a emigraci v horní části. Naopak nárůst na hodnotu 116 977 v roce 2022 je způsoben rozvojem turistického průmyslu v nejvyšších částech údolí.  

Přestože v římském období existovalo centrum Civitas Camunnorum a strategický význam hradu Breno naznačoval možnost vzniku středověkého centra, skutečné hospodářské ani administrativní centrum v údolí Val Camonica nevzniklo. Počet obyvatel největších měst se pohybuje v řádu tisíců. Nejlidnatějším městem údolí je Darfo Boario Terme s 15 797 (2020) obyvateli, které se nachází v nejzastavěnější části dolního údolí. Breno se zhruba 4 500 obyvateli je považováno za správní hlavní město.

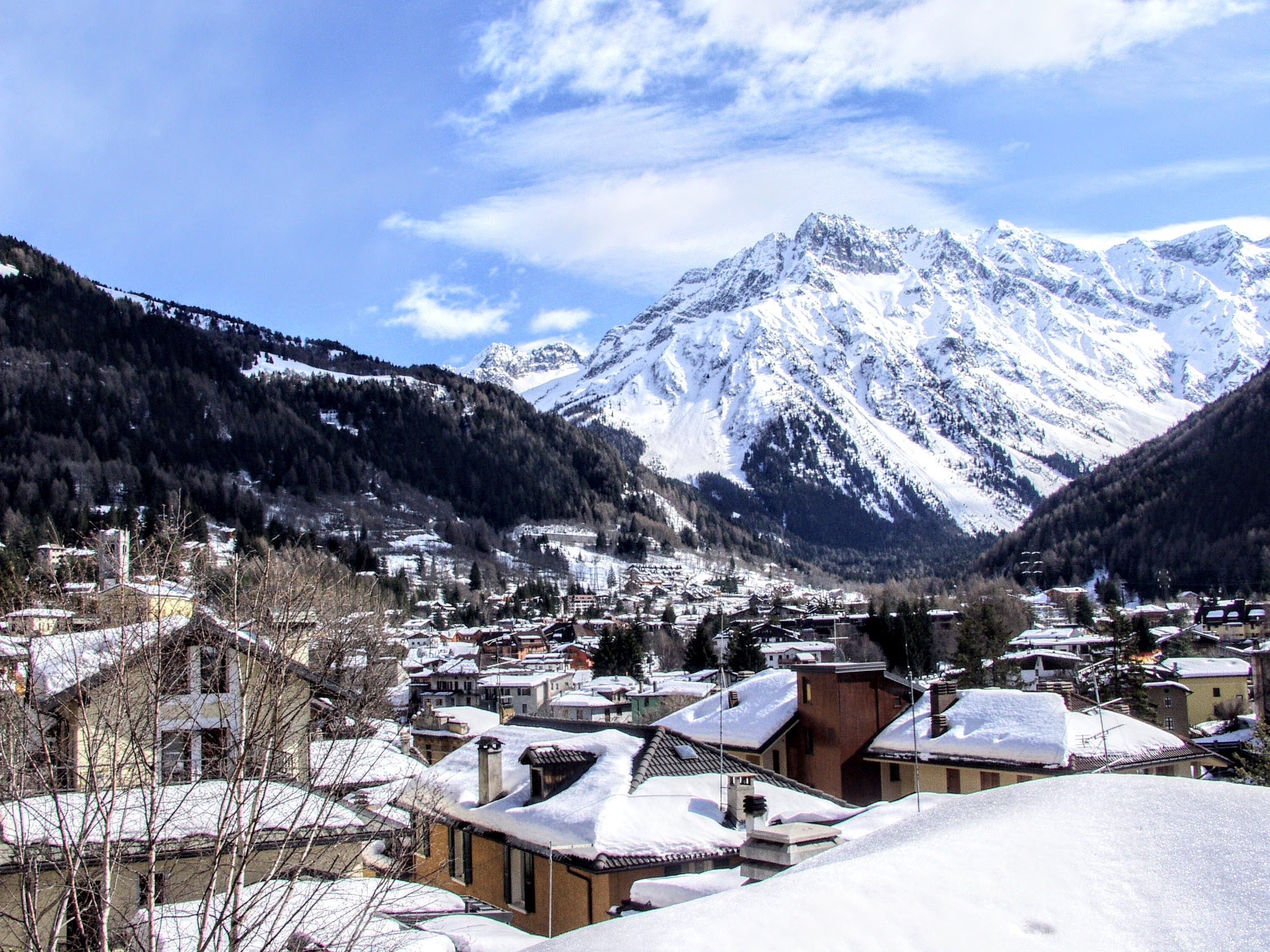
Ponte di Legno
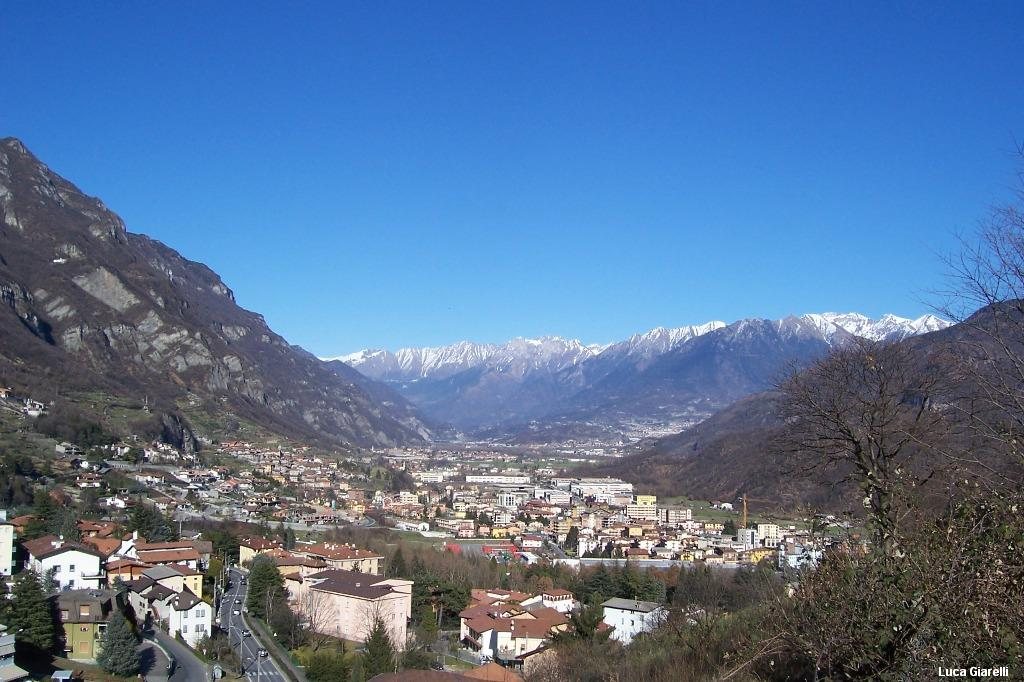
Darfo Boario Terme
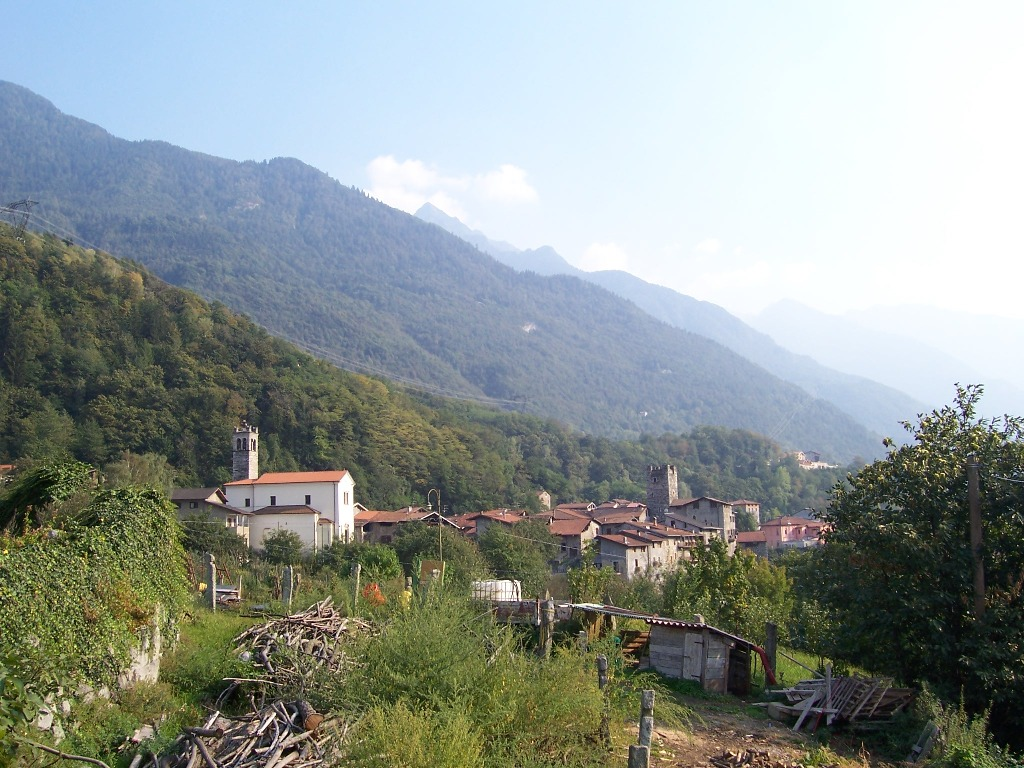
Nadro
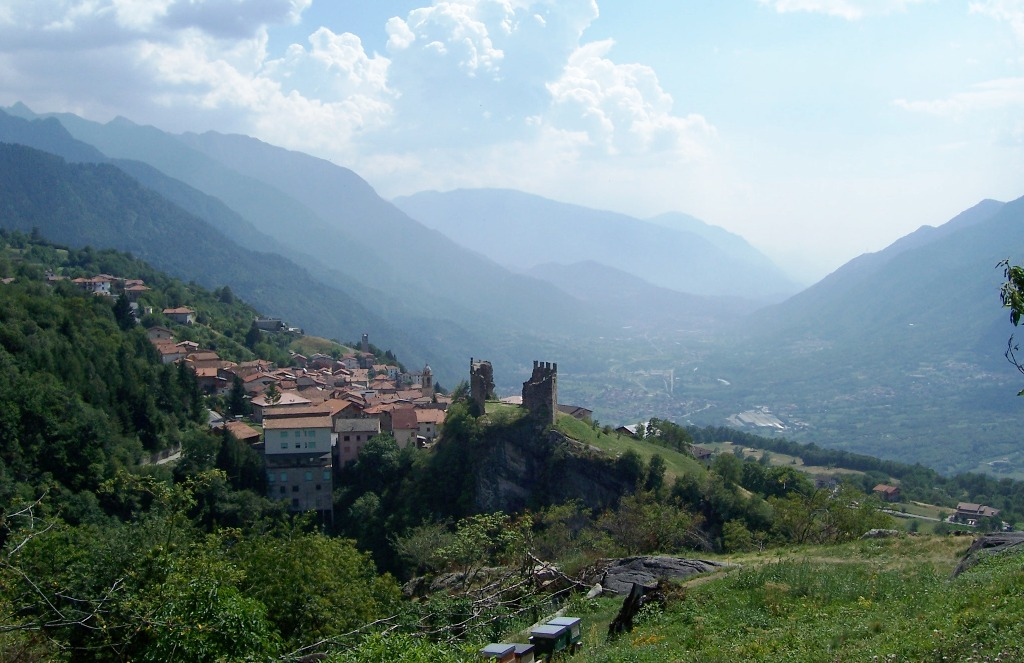
Cimbergo
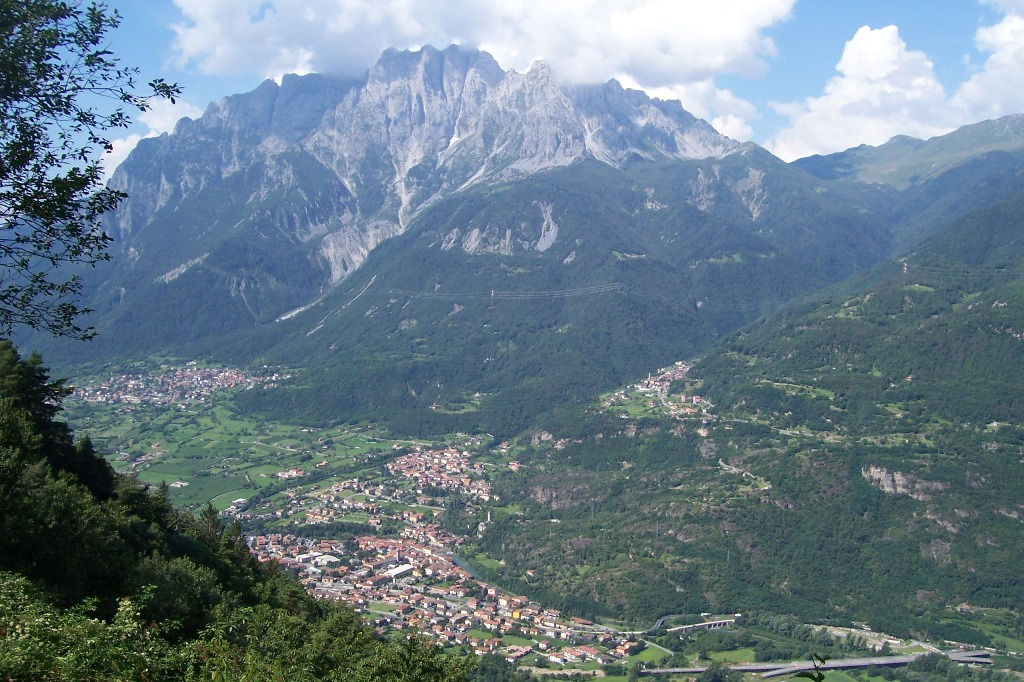
Capo di Ponte